# Augusto Mussini
Augusto Mussini, detto fra' Paolo (Reggio Emilia, 9 gennaio 1870 – Roma, 1º novembre 1918), è stato un pittore italiano.
Fu attivo soprattutto in Emilia, nelle Marche, in Toscana e nella capitale, singolare ed affascinante figura di frate-pittore, continuamente errante tra varie città italiane e partecipe del dibattito artistico della sua epoca. L'essenza della sua vita può forse indovinarsi pensando alla continua alternanza tra i periodi in cui si faceva chiamare fra' Paolo ed altri in cui era semplicemente Augusto Mussini. Il suo temperamento lo rendeva infatti capace di slanci, a volte altamente spirituali, altre volte intensamente passionali. Chi lo conobbe descrisse il suo carattere come «eccessivamente nervoso, di sentimento impressionabile, entusiasta per ogni idea generosa, …».
Mussini conobbe e partecipò a molte correnti, nella sua continua sete di conoscenza e di uso della forma. Il suo linguaggio figurativo, dal vivace cromatismo, maturato nella scuola fiorentina di fine Ottocento, spesso si è ispirato allo stile floreale dei preraffaelliti, con fascinosi richiami del liberty e del divisionismo, nonché suggestioni simboliste.

## Biografia

### La formazione a Reggio Emilia e a Firenze

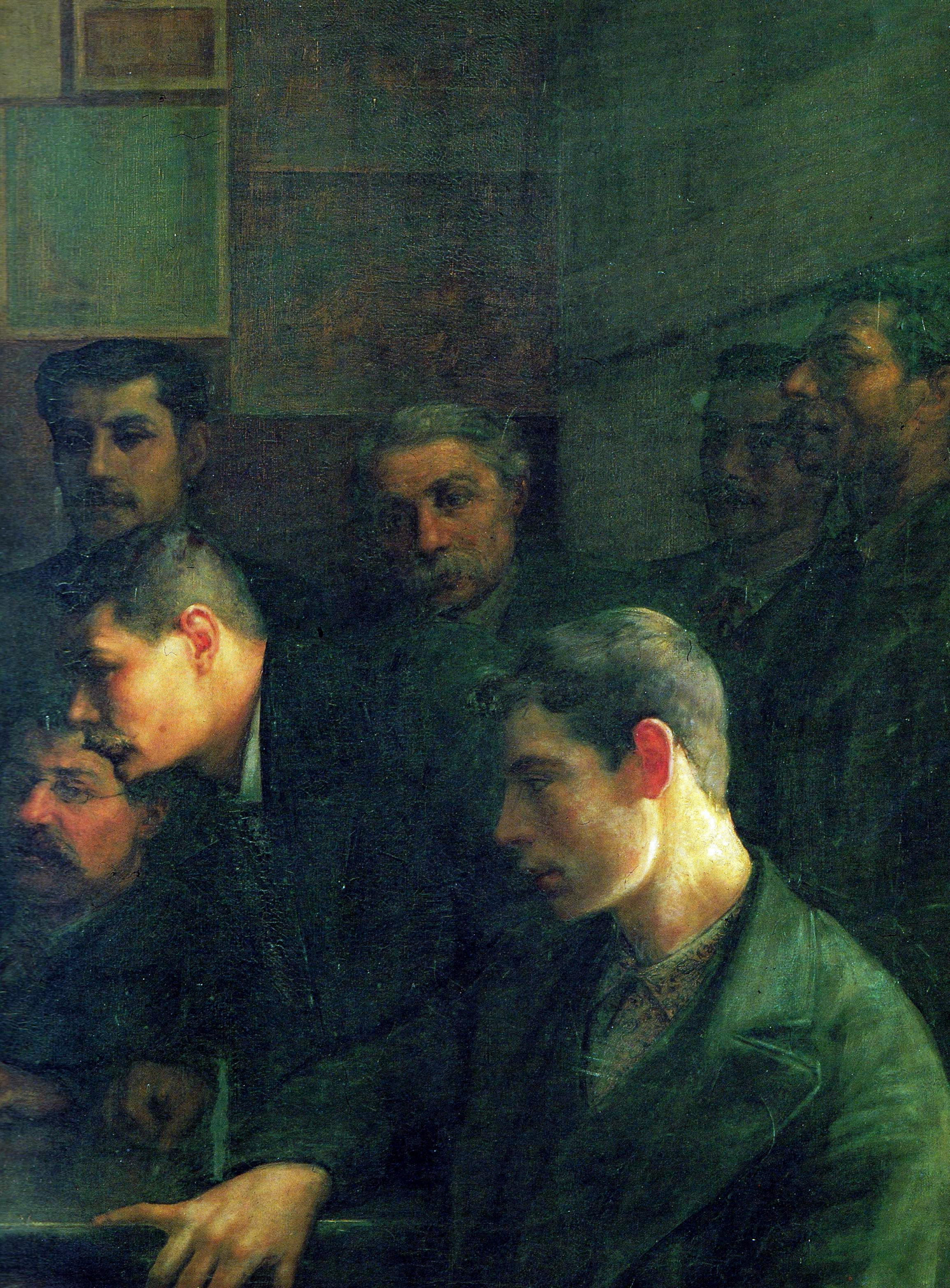
Gruppo di componenti della cooperativa pittori (particolare). Reggio Emilia, Civici Musei.

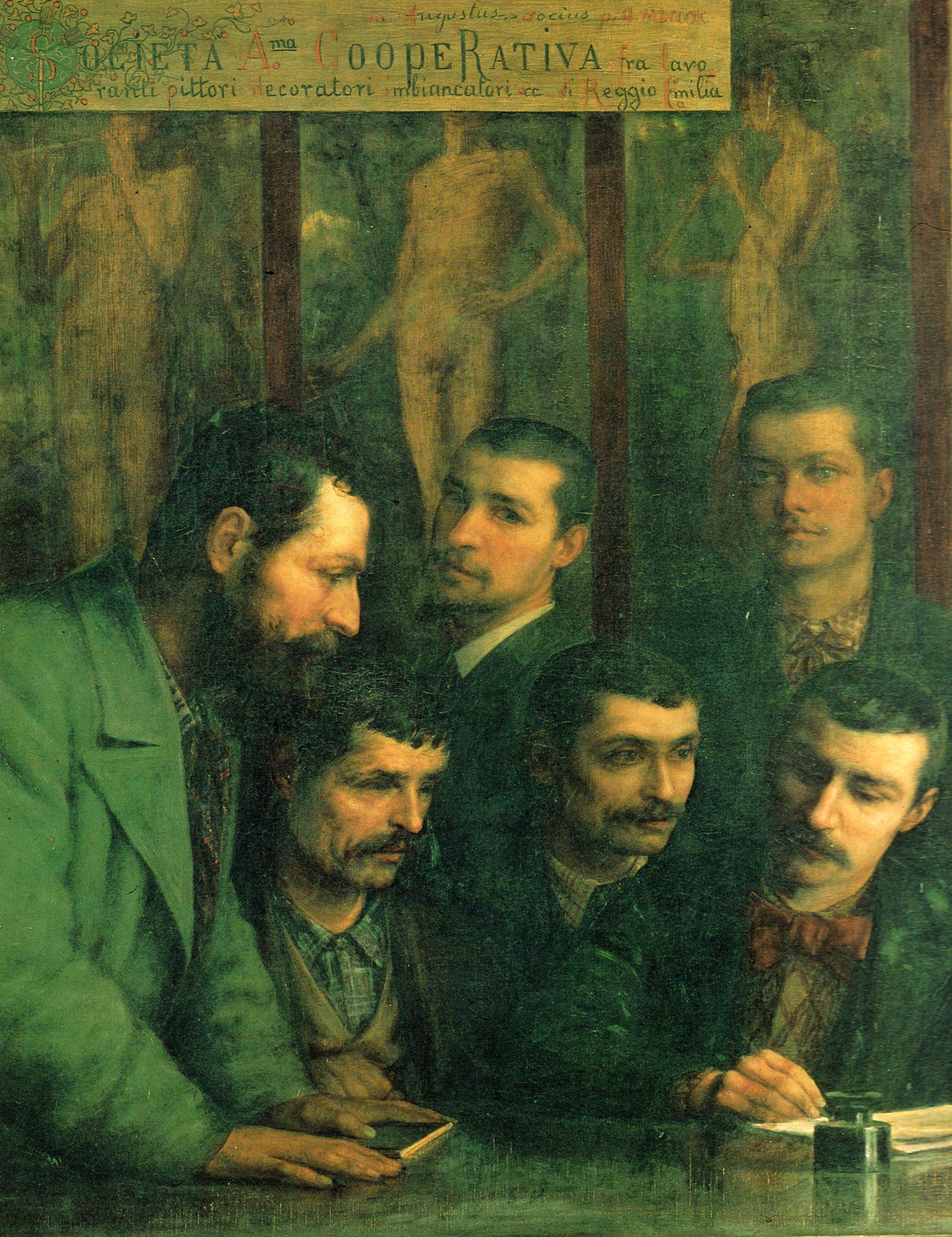
Gruppo di componenti della cooperativa pittori (particolare). Reggio Emilia, Civici Musei.

Nacque nel 1870 a Reggio Emilia da Beatrice Cobianchi e Angelo Mussini, il cuoco del vescovo reggiano.
Presto manifestò una grande attitudine per il disegno e dopo una breve esperienza in seminario e nel Ginnasio pubblico, frequentò la Regia Scuola di disegno per gli operai. Nel 1890 fu tra i fondatori della Cooperativa pittori di Reggio Emilia, di cui divenne in seguito direttore artistico; per celebrare l'evento dipinse una tavola, poi rovinatasi e riprodotta sulla tela Gruppo di componenti della Cooperativa pittori.
Grazie alle sue capacità ottenne delle borse di studio che gli permisero di andare al Regio Istituto delle Belle Arti di Roma e all'Accademia di Firenze.
Fu affascinato dall'ideologia socialista, divenne propagandista del partito e nel 1896 fu consigliere comunale nella sua città, ma deluso si dimise ed uscì dal partito, scrivendo una feroce lettera. Lasciò quindi definitivamente la sua città dando inizio alla vita errante che caratterizzò tutta la sua esistenza.

### Il duello

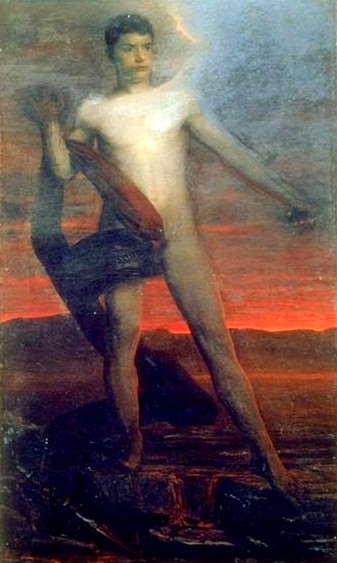
Il sangue (1901).

A Firenze entrò in contatto con il gruppo che si radunava intorno alla rivista Leonardo, fondata da Giovanni Papini.
Il 26 ottobre 1903 scomparve da Firenze, in tali circostanze che i giornali lo dettero per morto in un duello con il suo migliore amico, il pittore Giovanni Costetti, divenuto suo rivale a causa di una donna, la pittrice Beatrice Ancillotti.

I padrini prescelti erano stati Libero Andreotti e Adolfo De Carolis. In realtà Mussini fuggì e si diresse in Carnia e, dopo una breve sosta a Gorizia dove prese la decisione di farsi frate, giunse a Trieste nel convento dei cappuccini che allora dipendeva dai Cappuccini Piceni. Quest'ultimo particolare è importante per le successive vicende dell'artista: "piceni" significa "marchigiani" e, in seguito a questo primo contatto triestino, proprio in alcuni conventi cappuccini delle Marche fra' Paolo visse alcune delle esperienze più importanti della sua vita. Dopo un periodo di estrema tensione, durante il quale meditò il suicidio, cercò una nuova via per placare il suo animo. Iniziò così una vita condotta in isolamento e misticismo assoluti, ma non per questo tranquilla e priva di crisi.
Partecipò ad importanti esposizioni internazionali, tra cui diverse edizioni della Biennale di Venezia e la Biennale d'Arte Sacra di Parigi.
Nel suo testamento scrisse: «Lottai a sangue per arrivare e quando credetti di essere giunto fui atterrato» e così nei suoi due quadri “Il sangue” con il quale partecipò alla Biennale di Venezia e “Il vinto” opera che non fu ammessa, ma che l'artista giudicava superiore. Altra opera che partecipò alla Biennale fu il ritratto della “Madre malata”. Il Mussini scrisse: «Mi alzai e brevemente sognai sogni di vita nuova». Il continuo alternarsi di esaltazioni e di scoraggiamenti fu il filo conduttore di tutta la sua vita e nel suo travaglio interiore affiorarono le idee cristiane trasmesse al suo animo dall'educazione materna.

### Nei conventi delle Marche

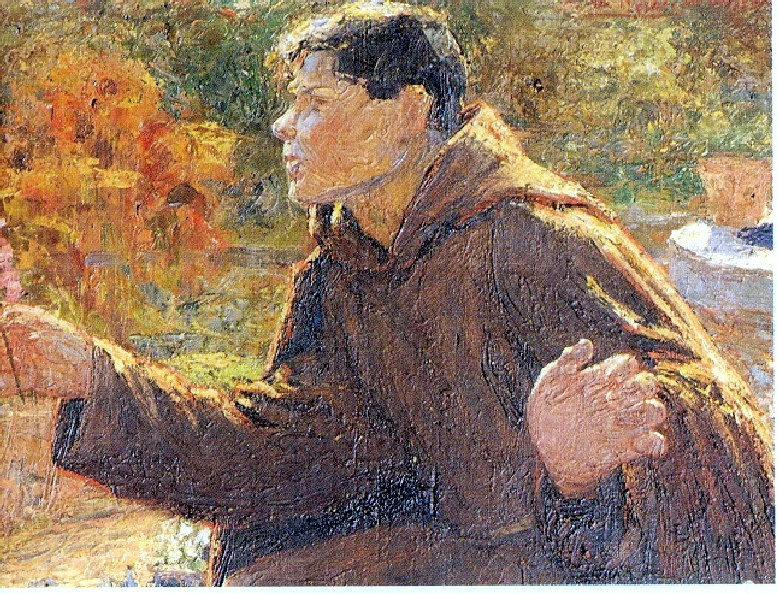
Bozzetto per il Culto dei fiori.

#### Ascoli
A questo punto arrivò ad Ascoli Piceno, nel convento dei Cappuccini, dove ebbe la fortuna d'incontrare padre Serafino Gavasci, Provinciale dei Cappuccini Piceni, uomo buono, intelligente e colto, del quale l'artista subì il fascino della forte personalità e grazie al quale divenne terziario francescano, ovvero un frate laico non professo, senza l'obbligo di pronuncia dei voti. Prese il nome di fra' Paolo d'Ascoli in omaggio al pittore Paolo Uccello.

Dal dicembre del 1903 e per tutto il 1904 fu impegnato nel rappresentare, sulle pareti di parte della navata e del presbiterio, quattro episodi della vita di San Serafino da Montegranaro, un umile fraticello laico vissuto in quel convento tre secoli prima e che la Chiesa aveva elevato agli onori degli altari. I lavori furono sospesi nel 1905 per i festeggiamenti del centenario e ripresero nel 1906, con la decorazione della Gloria, nel fascione di raccordo tra la navata e il presbiterio, e le Quattro Virtù Cardinali, sulla crociera sovrastante l'altare maggiore. I lavori furono di nuovo sospesi per essere poi ripresi soltanto nel 1915. Secondo la testimonianza di un suo confratello «egli fece dei lunghi studi dal vero. Lavorava dalle prime ore del mattino sino a tarda sera, spesso senza prendere cibo. Aveva come una febbre che lo divorava, una tensione nervosa veramente micidiale».

La chiesa del convento ascolano fu così arricchita dal ciclo dei pregevoli dipinti sulla vita di San Serafino, scene dall'impostazione realista che richiama nei dati naturalisti elementi liberty.

Tra le altre opere, gli fu commissionato dal dr. Umberto Rosati, titolare della Premiata Farmacia Centrale di Ascoli Piceno, un dipinto che pubblicizzava il Neurobiogeno Rosati, un liquore ricostituente premiato, tra l'altro, con medaglia d'oro alla Terza Esposizione Campionaria Mondiale di Roma.

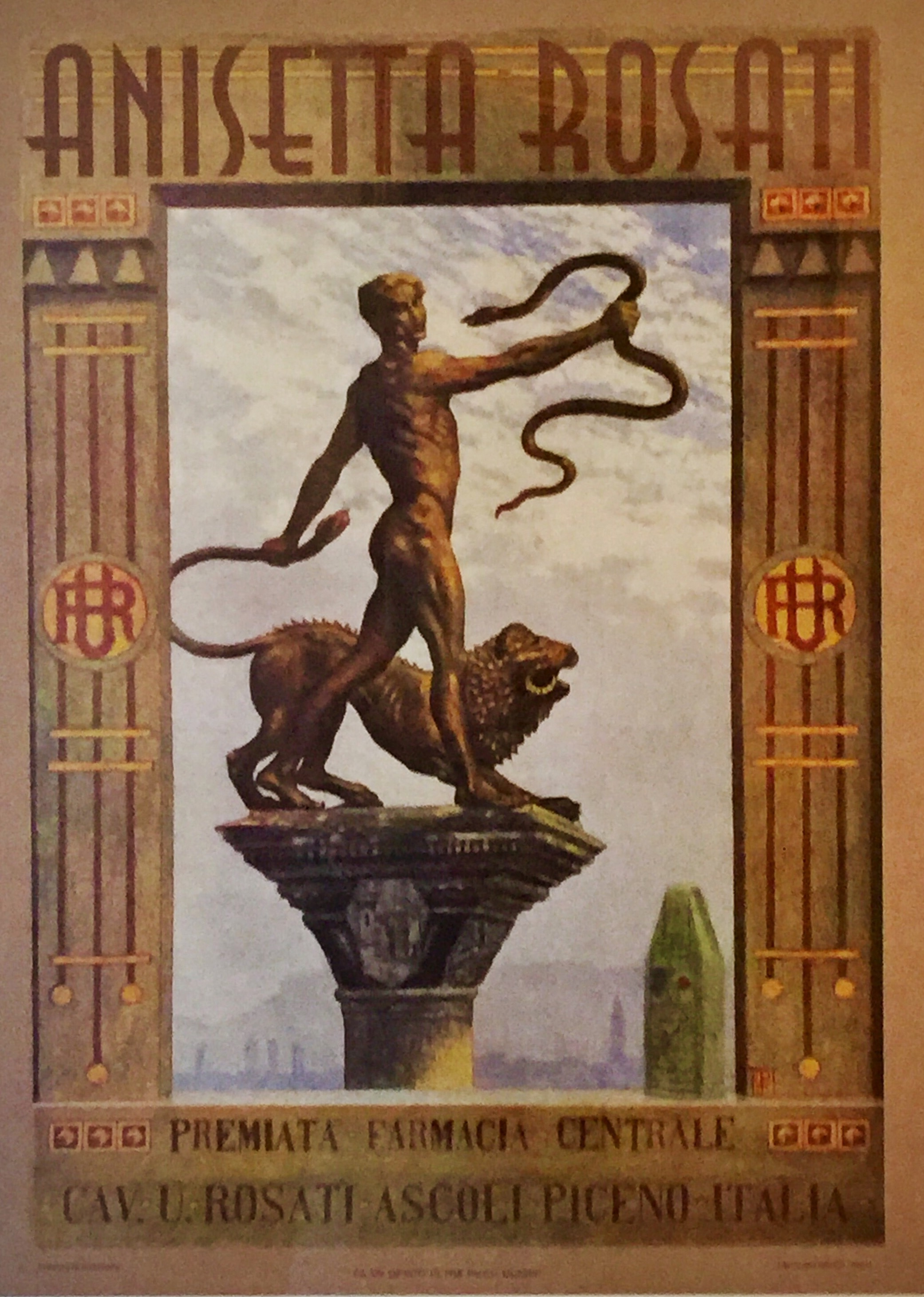
Olio su Tela "Augusto Mussini" per Anisetta Rosati.

Galleria di opere di Ascoli

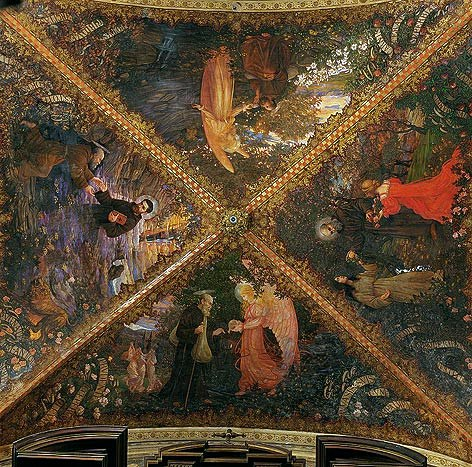
Le Virtù Cardinali.
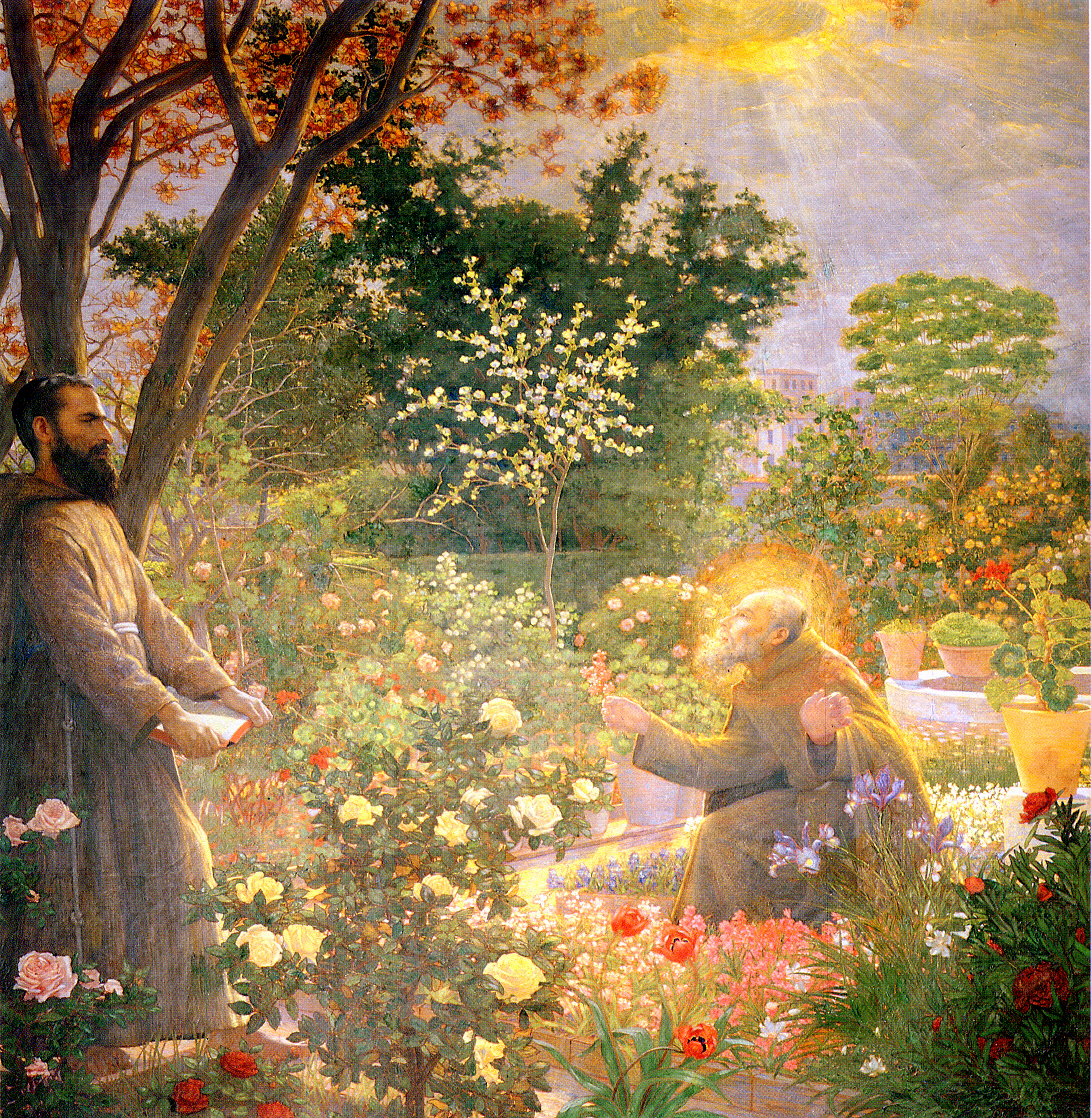
Il culto dei fiori.
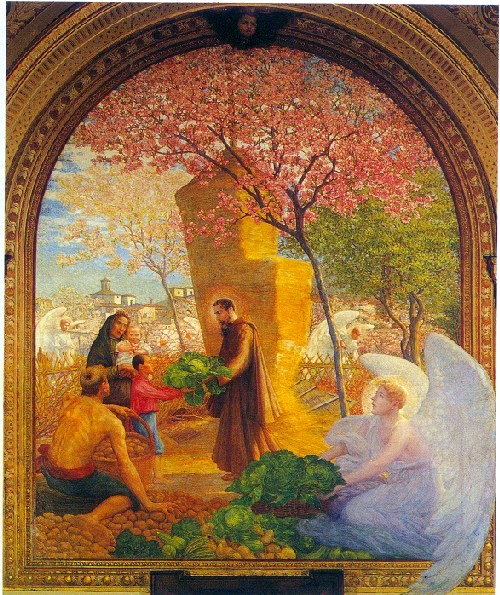
Il miracolo dei cavoli.
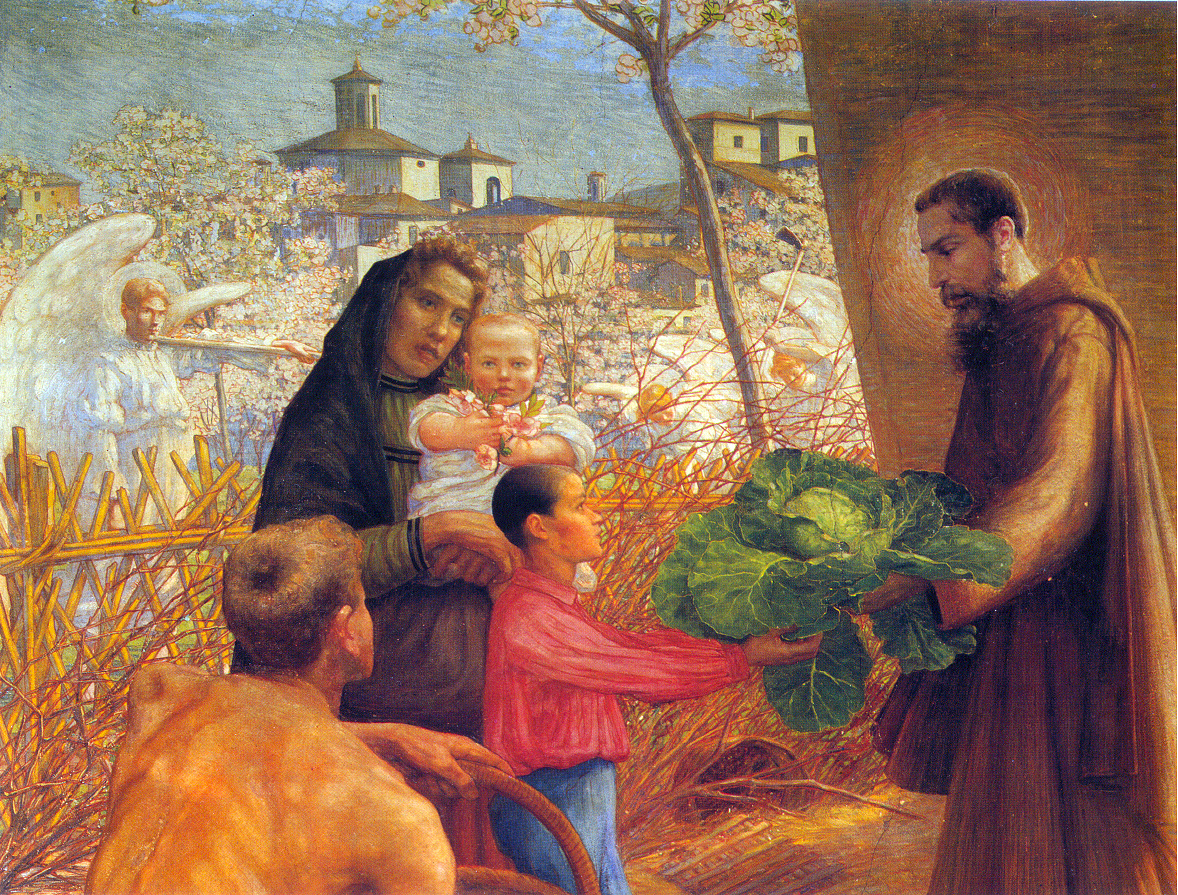
Il miracolo dei cavoli (part.).
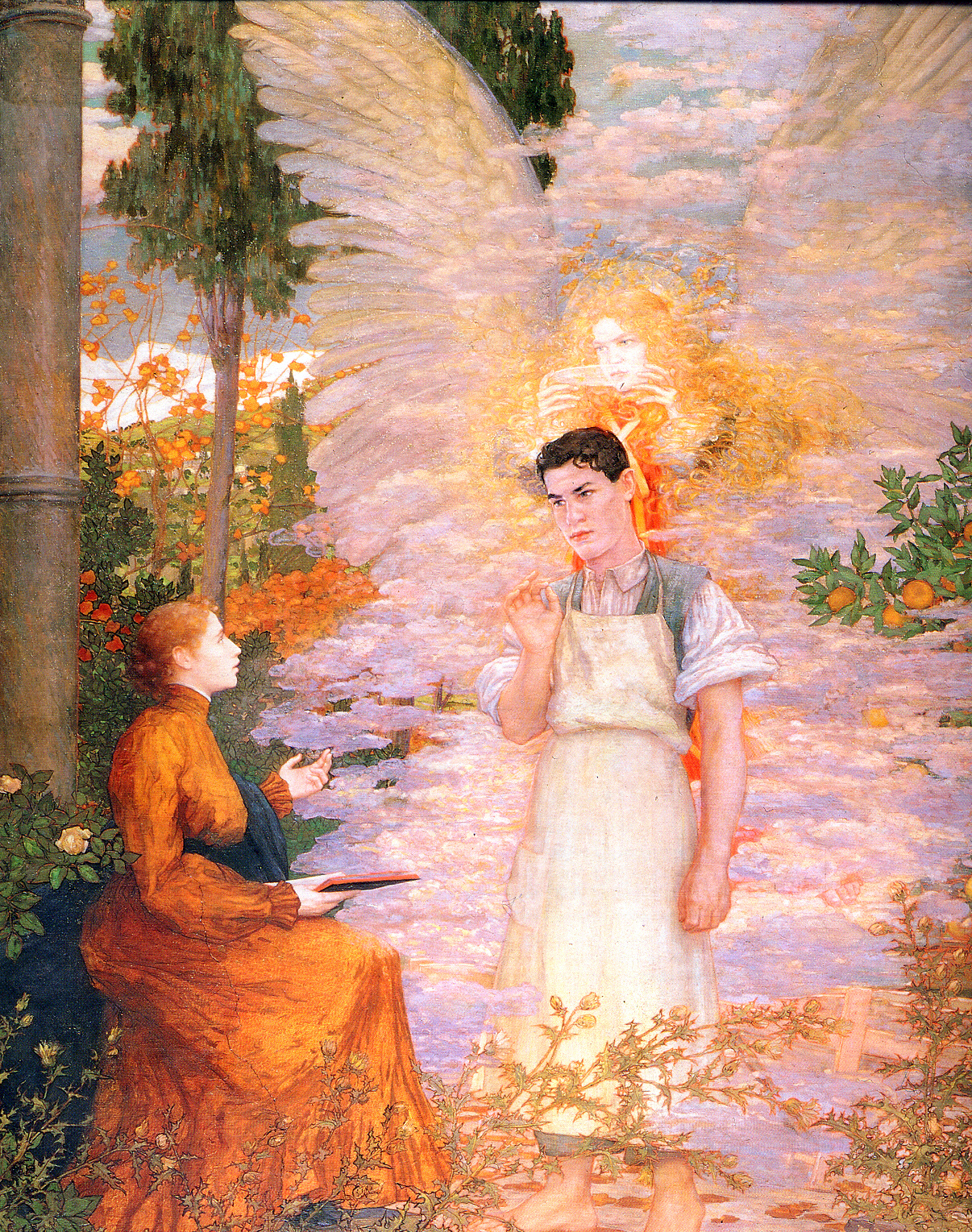
Vocazione di San Serafino.
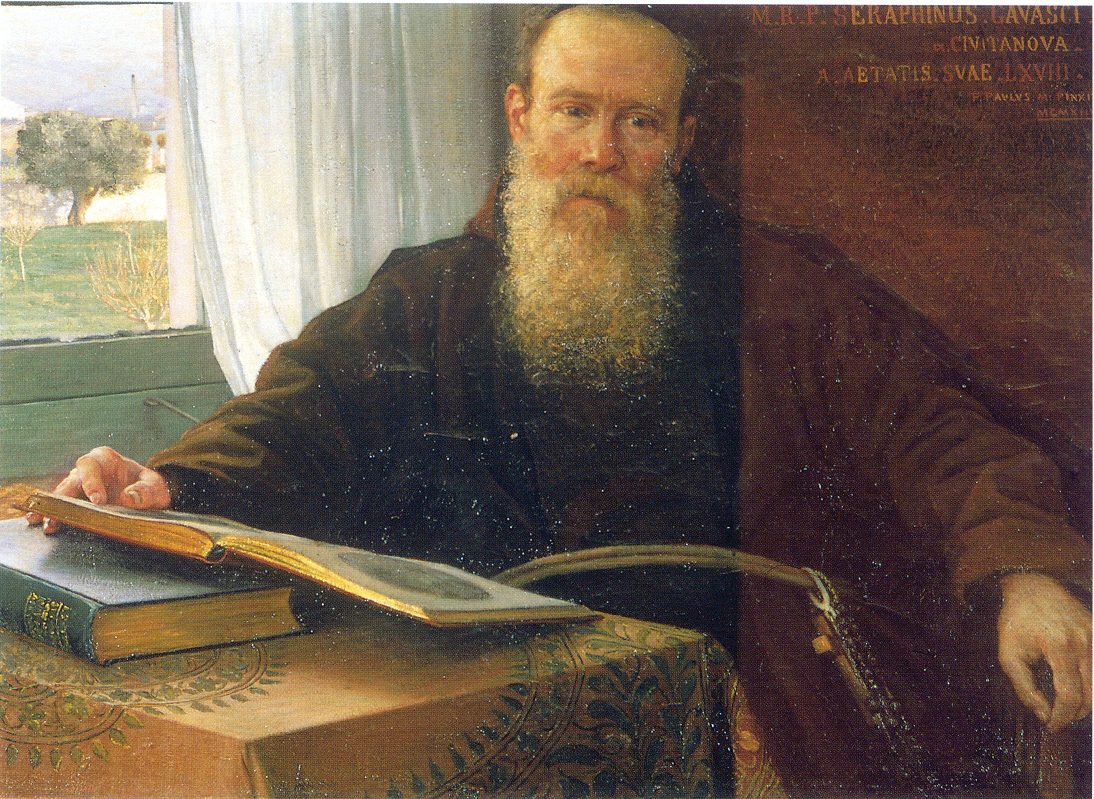
Ritratto di Padre Serafino Gavasci.

#### Quintodecimo
In questi anni visse abbastanza sereno e fu chiamato a dipingere in molti conventi dei padri cappuccini nelle Marche. Lavorò nella Chiesa di Santa Maria delle Piane a Quintodecimo, frazione di Acquasanta Terme in provincia di Ascoli Piceno. Lo coadiuvava l'allievo Arturo Cicchi.
Nel 1907 dipinse la Santa Maria Maddalena per la cappella privata del conte Antonio Sgariglia nella sua villa di Campolungo (oggi nella Pinacoteca di Ascoli Piceno).
Galleria di opere di Quintodecimo

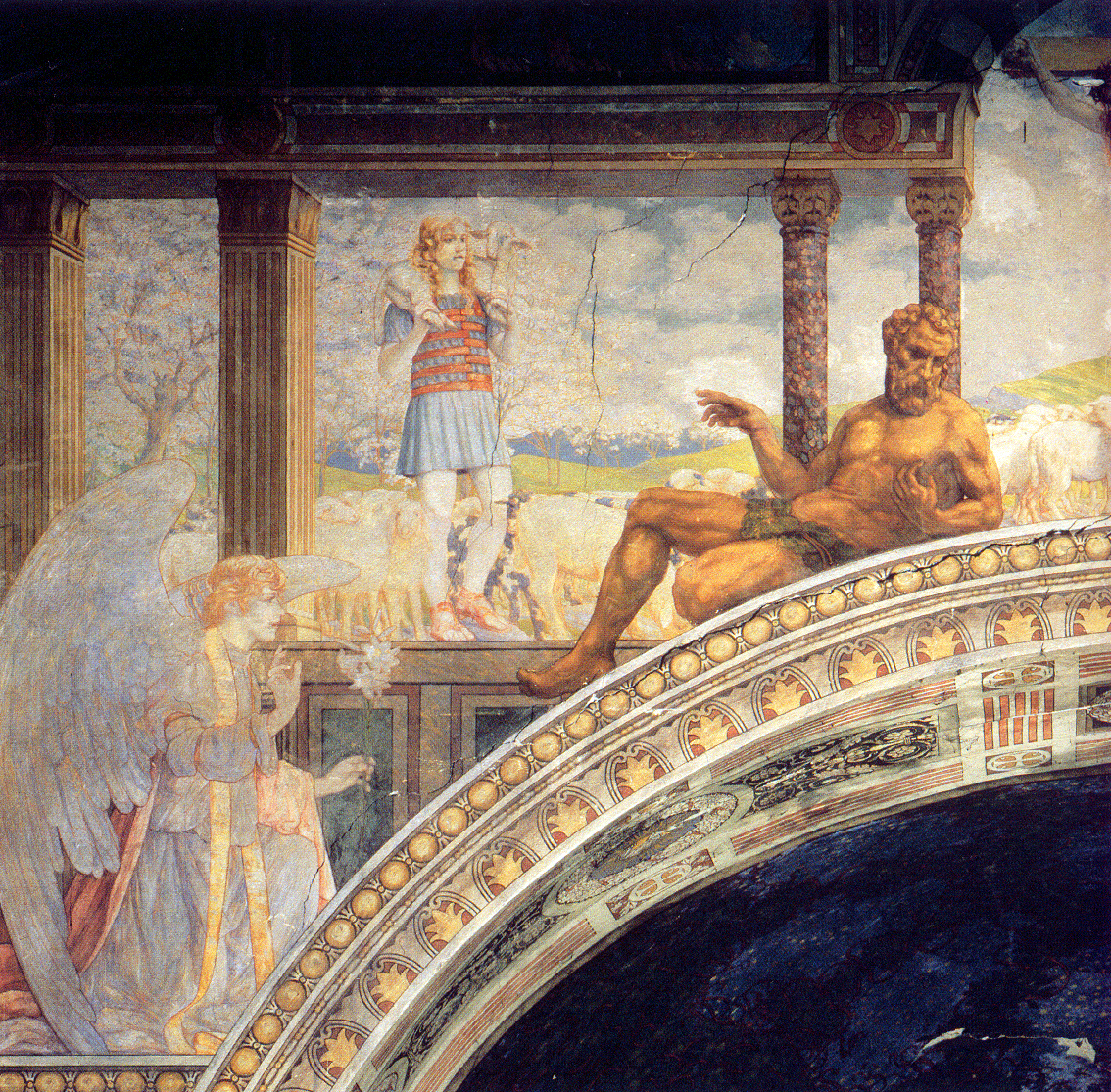
La caduta e la redenzione dell'uomo (parte sinistra).
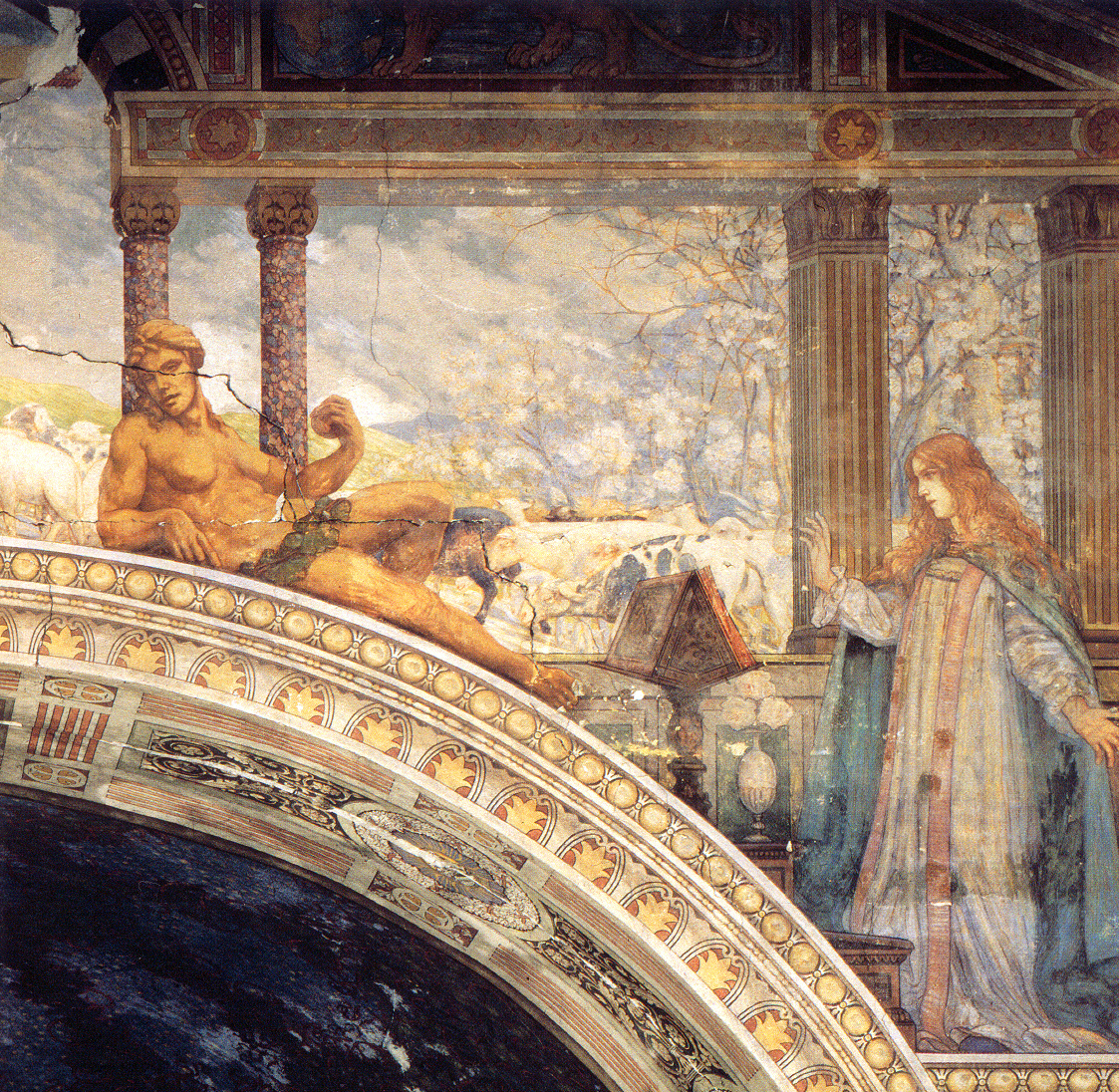
La caduta e la redenzione dell'uomo (parte destra).
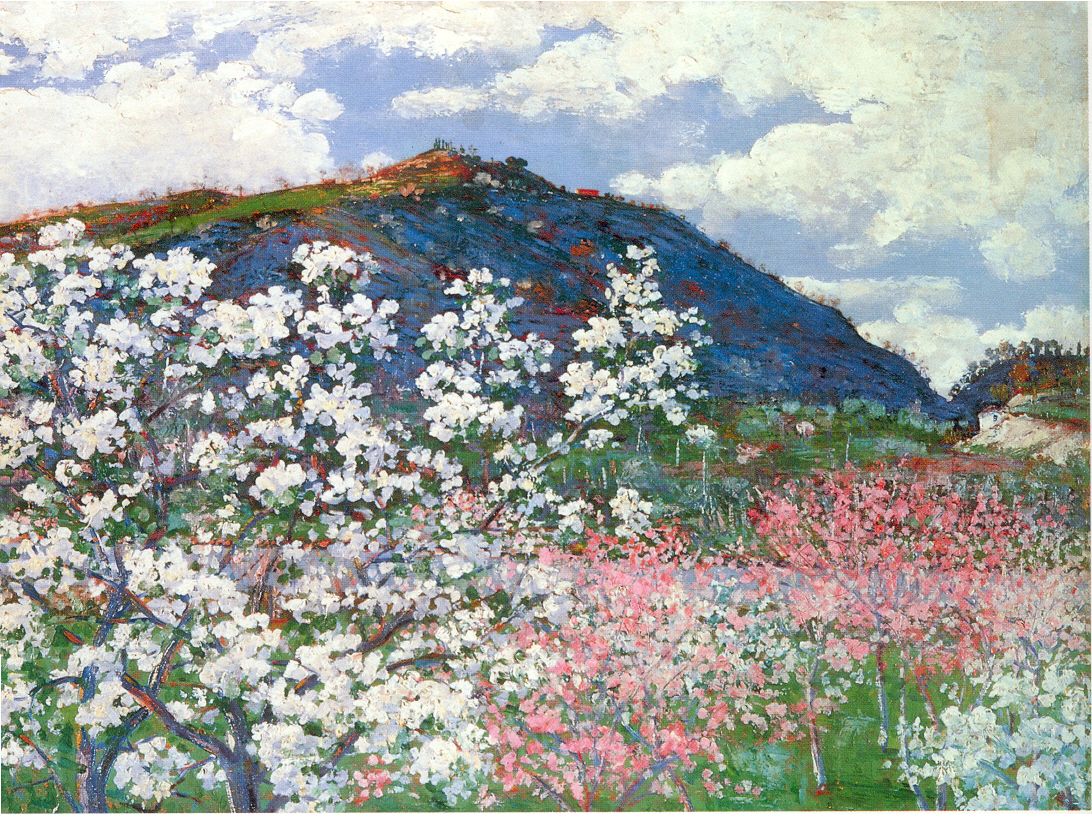
La collina fiorita.
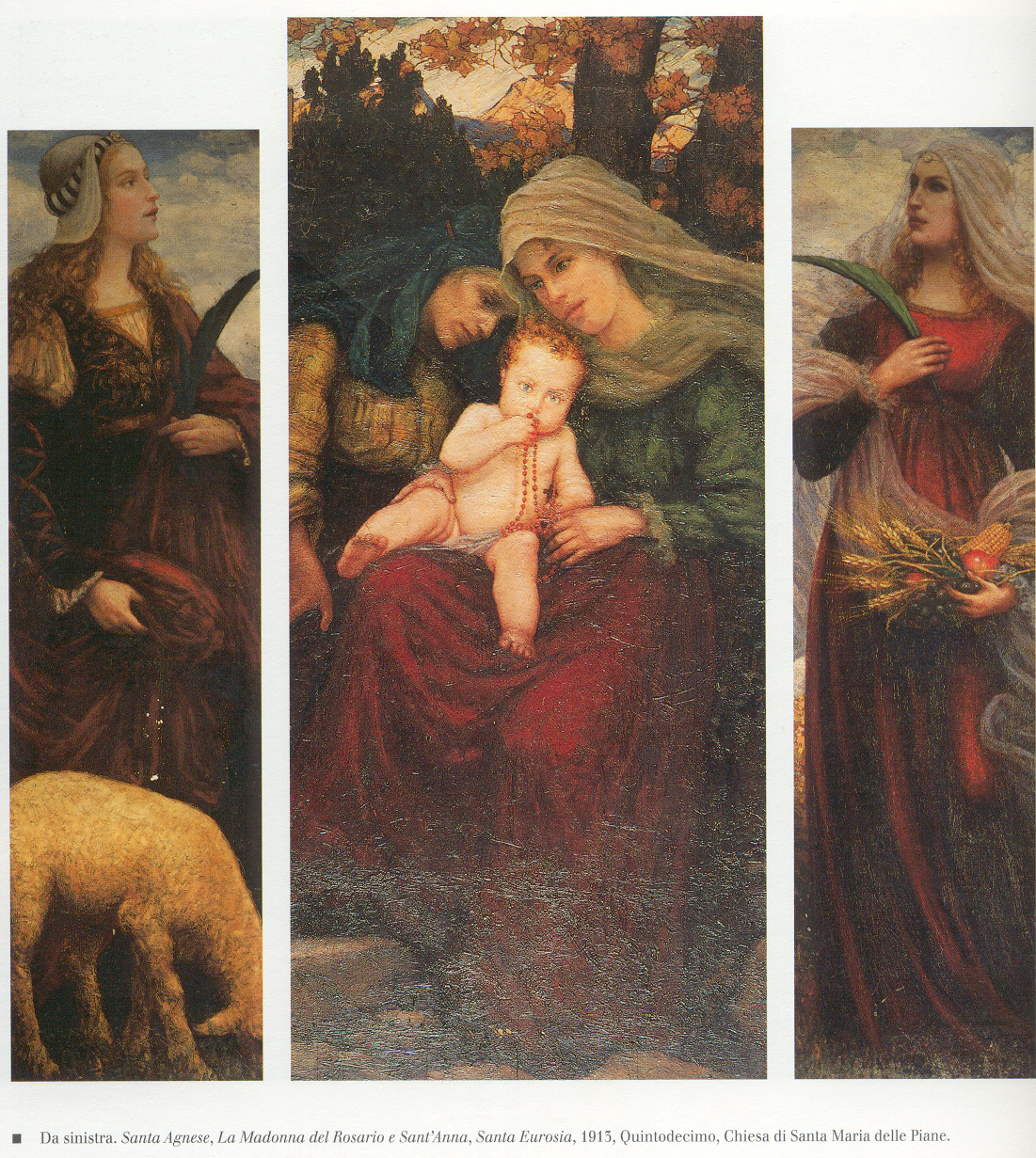
Trittico di Quintodecimo.

#### Ancona
Nel 1908 padre Serafino inviò Fra' Paolo in Ancona, per decorare la chiesa dei frati cappuccini, la cui costruzione era appena terminata. Qui Mussini dipinse tre grandi pale d'altare e realizzò la gran parte della decorazione murale.

Nel convento dei cappuccini di Ancona Mussini mise su uno studio e dipinse anche opere profane, tra le quali molti ritratti. Destano ammirazione per la capacità di introspezione soprattutto i ritratti dei frati, ancora conservati all'interno del convento. Vittorio Sgarbi dice: «Nascono i ritratti ad olio… e la produzione varia che si perde per tanti rivoli, regalata ad amici o conoscenti occasionali».
Inoltre da Ancona inviò a Jesi una Trinità per la Chiesa dei Cappuccini. Lontano da Ascoli, ma soprattutto da padre Serafino, per Mussini ritornò l'inquietudine, fu preda di molte crisi nervose durante le quali con grida furiose sconvolse sia i religiosi che gli estranei e questi ultimi non conoscendolo nel profondo lo descrissero come uno squilibrato, un pazzo, mentre i suoi confratelli che lo vedevano dopo tali deliri profondamente amareggiato capivano la tensione e le necessità del suo animo.
Galleria di opere di Ancona

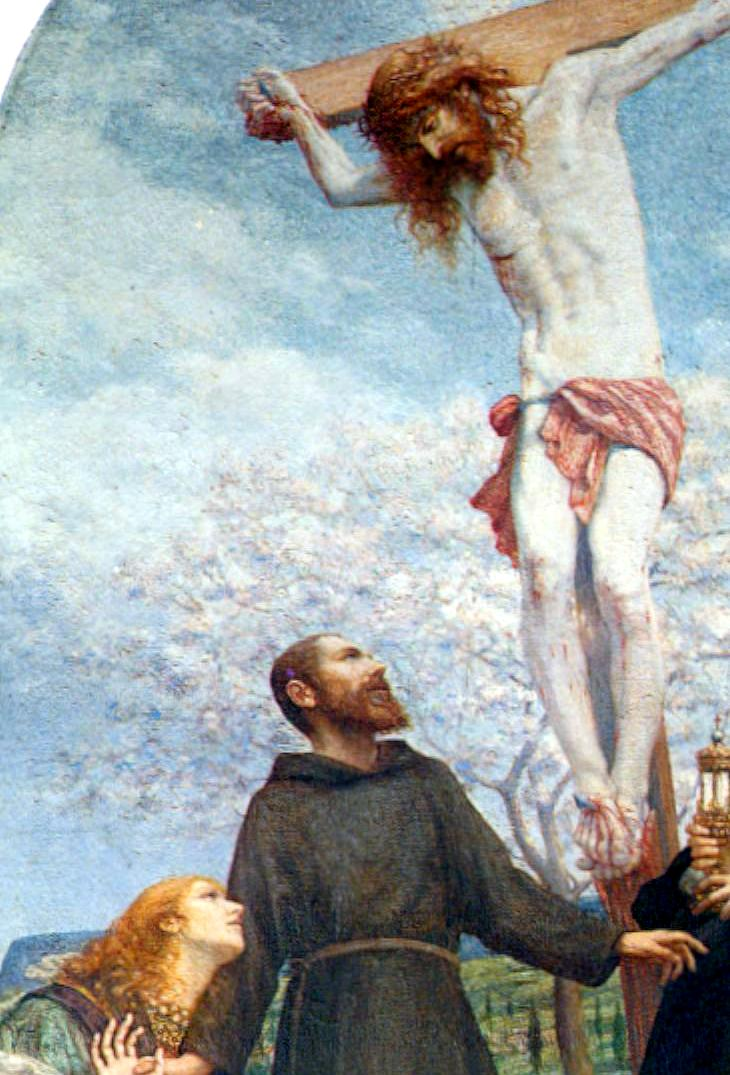
S. Francesco presenta a Cristo crocifisso s. Chiara, s. Luigi di Francia e s. Elisabetta d’Ungheria (chiesa).
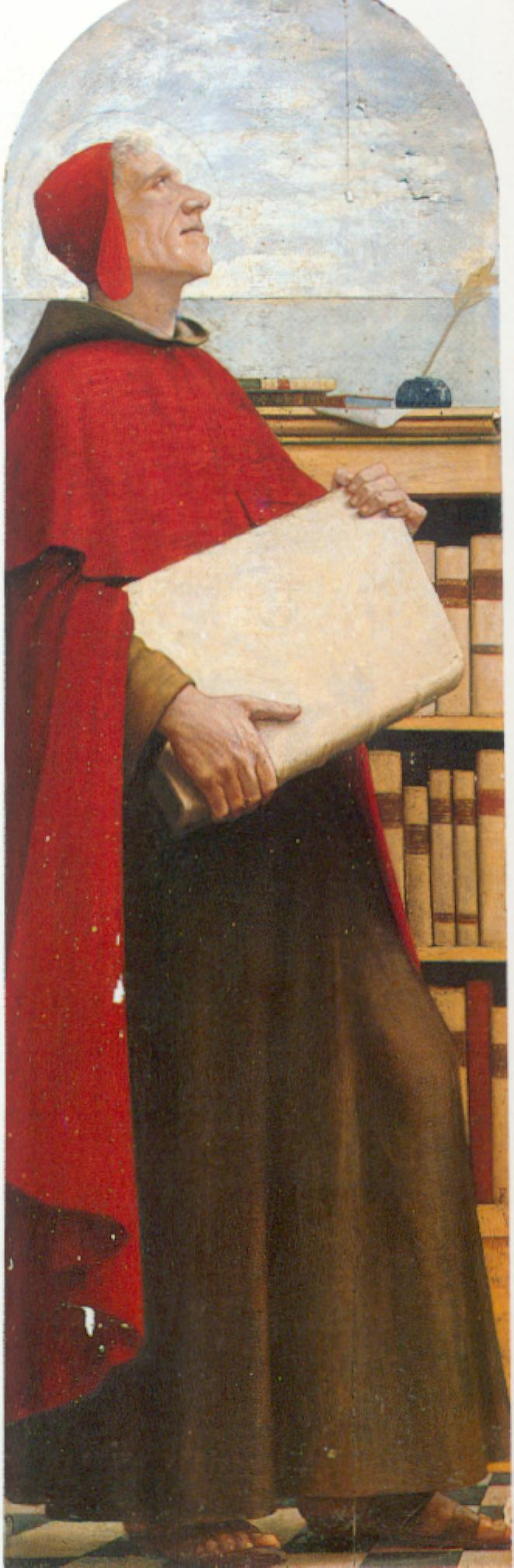
S. Bonaventura (chiesa).
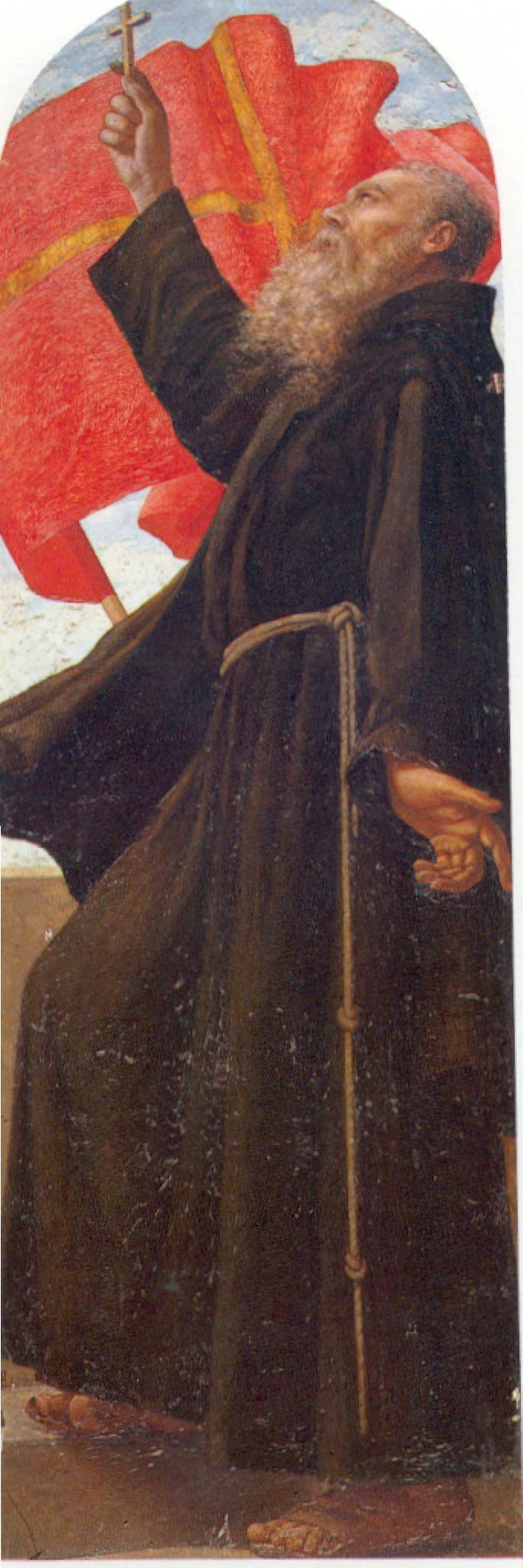
San Lorenzo da Brindisi (chiesa).
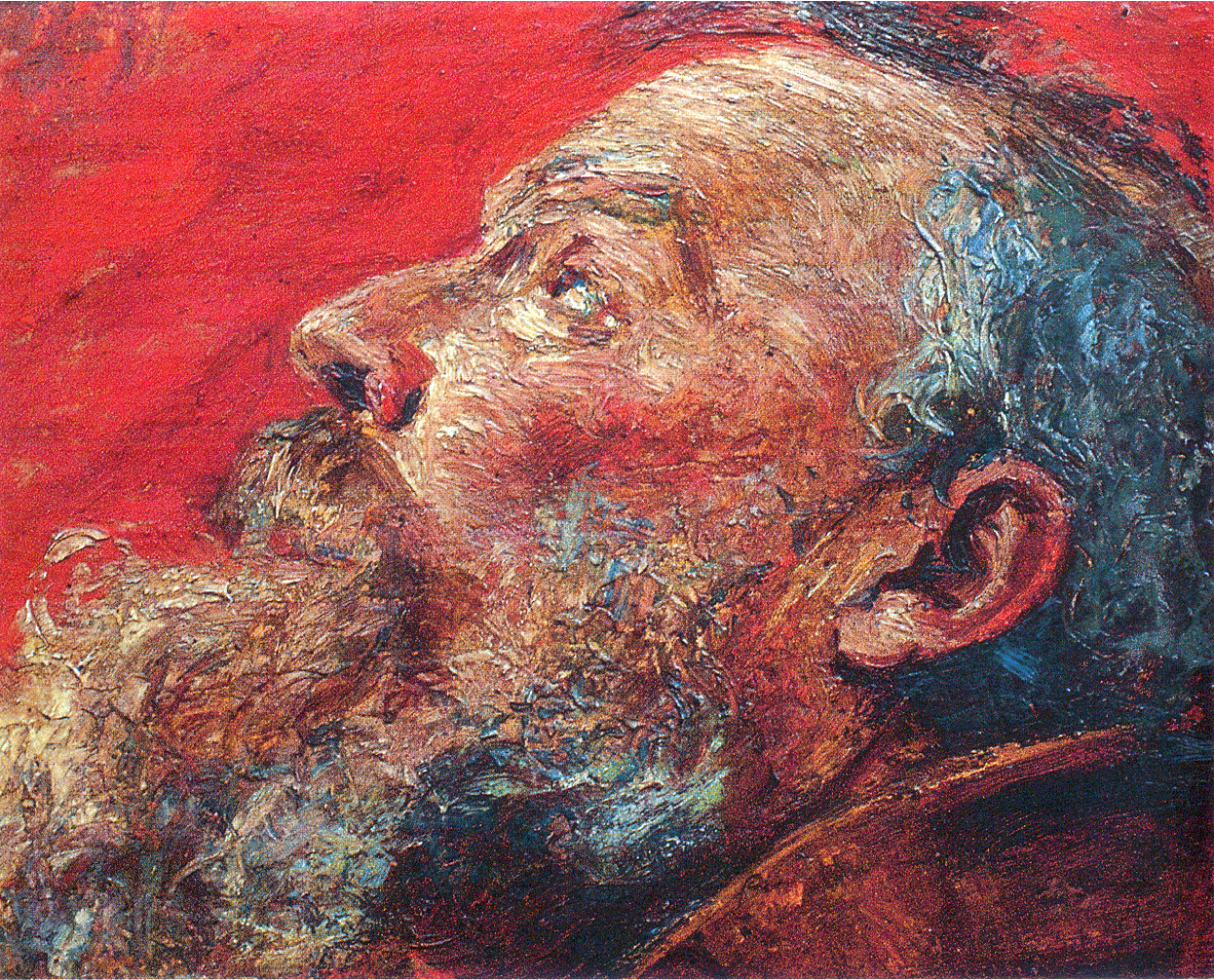
Bozzetto per San Lorenzo da Brindisi (convento).
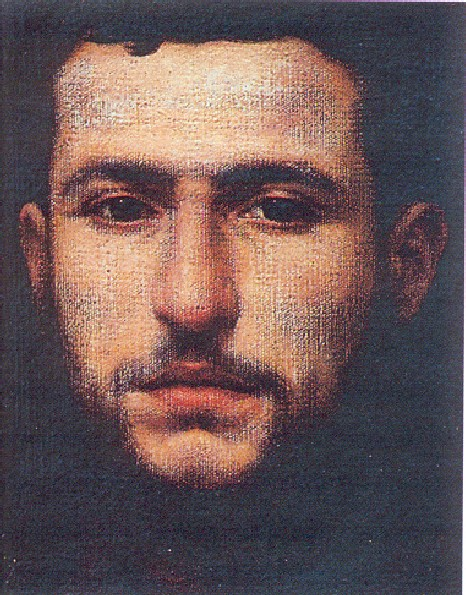
Ritratto di frate Fedele (convento).
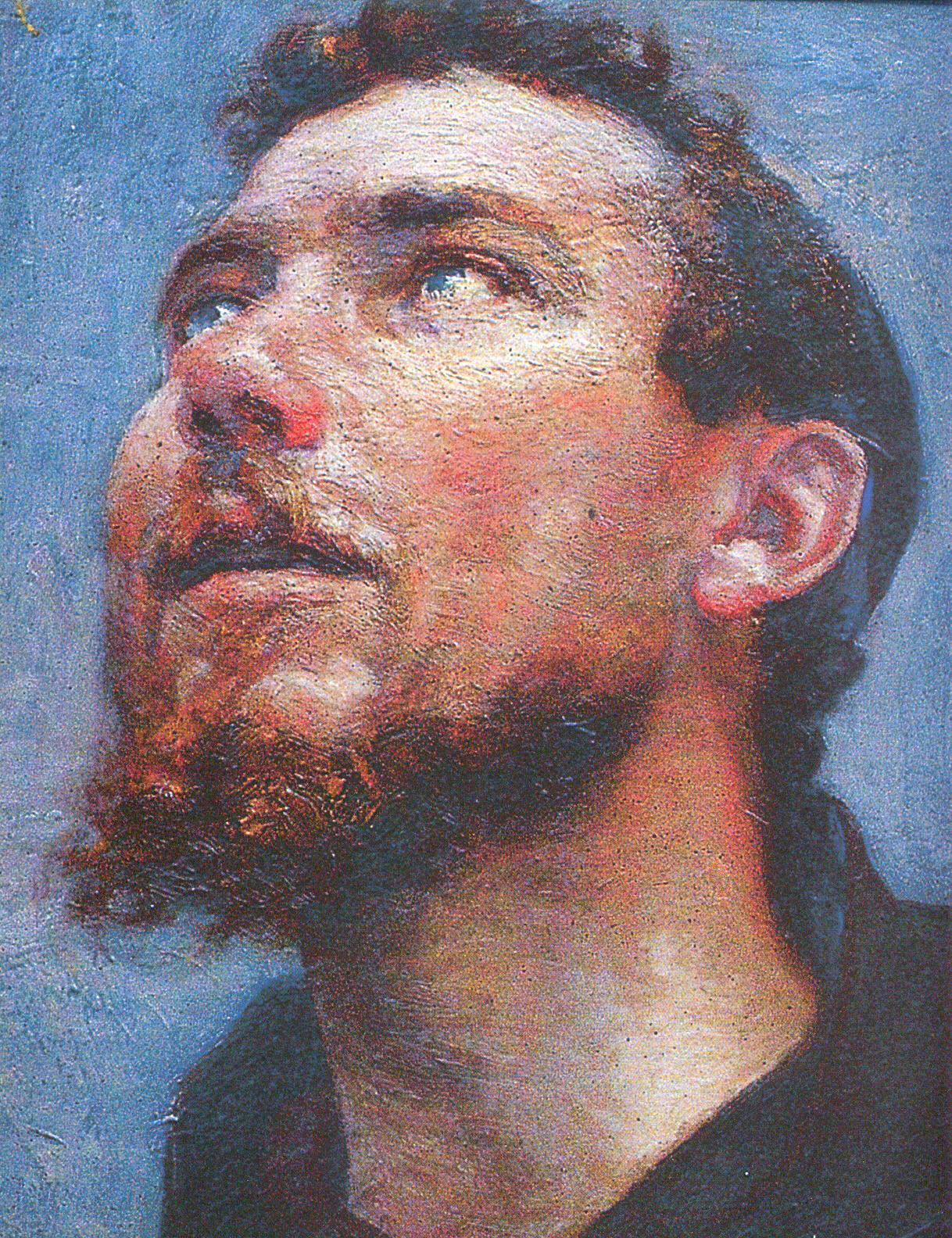
Ritratto di padre Diego da Offida (convento).
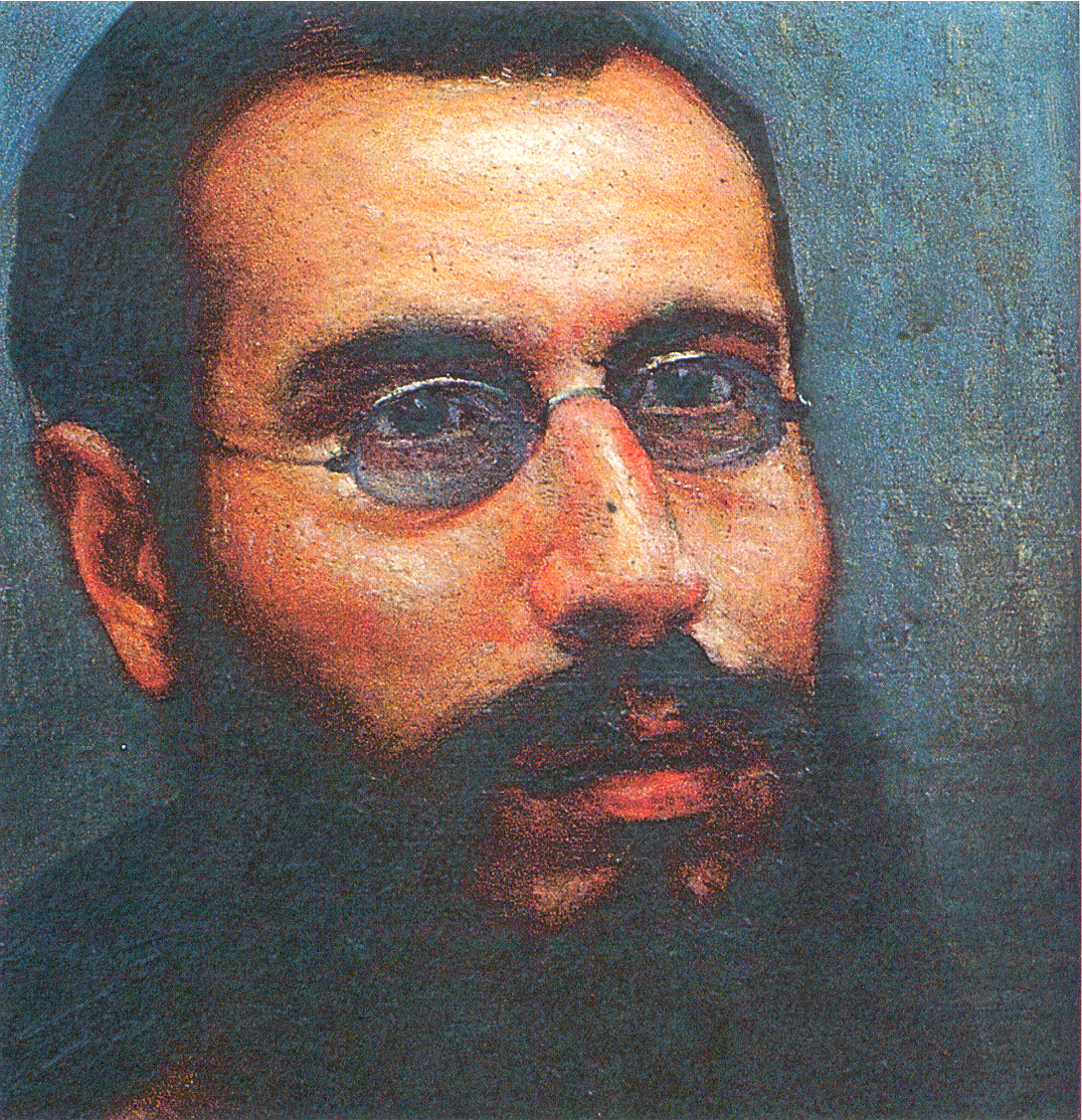
Ritratto di padre Emidio d'Ascoli (convento).
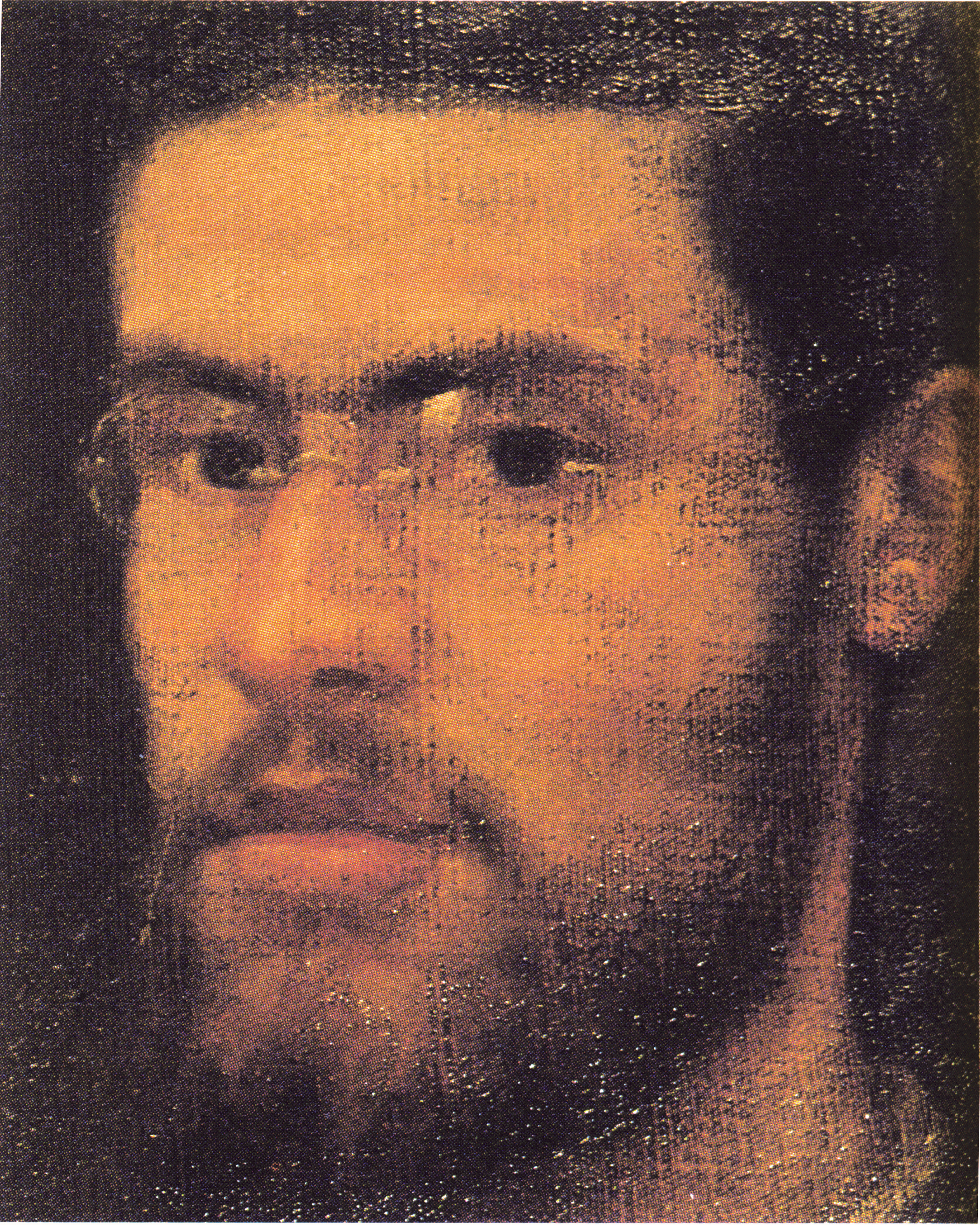
Ritratto di padre Nazareno da Piobbico (collezione privata).

La maggior parte dei suoi autoritratti li dipinse durante queste sue crisi: era una sua necessità irrefrenabile quella di ritrarre l'oscurità e lo sconvolgimento della sua anima. Uno degli autoritratti più espressivi lo lasciò nel convento di Ascoli Piceno in cui si ritrasse in abito da cappuccino con sopra il camice da lavoro, sullo sfondo di una finestra chiusa. L'espressione del viso, le sopracciglie incurvate, lo sguardo fiero, rivelano completamente la tempesta interiore che lo attraversava. Vittorio Sgarbi dice: «Mussini… non trova pace: insegue continuamente il suo volto come in un'autoanalisi, con ossessione, per trovarvi nei diversi stati della sua coscienza, da laico a frate a laico, una certezza, una convinzione, una verità».
Anche durante i lavori di Quintodecimo le crisi nervose si erano succedute con frequenza impressionante.
Fra Paolo lasciò il convento di Ancona nel 1910.

### Da Genova a Buenos Aires a Camaldoli

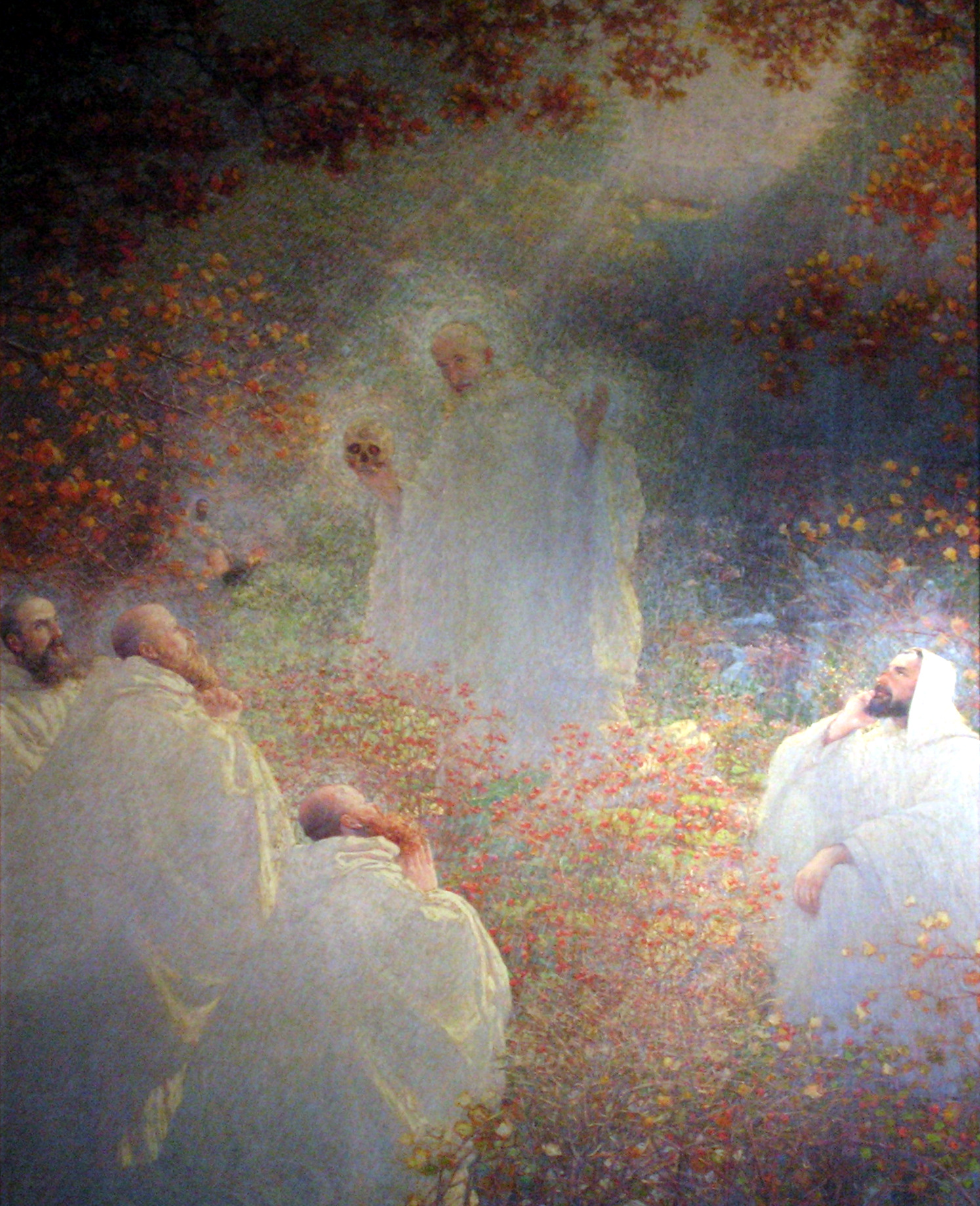
San Romualdo e cinque discepoli nella foresta.

Nella primavera del 1912 lavorò alla pala d'altare per la chiesa dei Cappuccini di Faenza e fu in questi anni che seguì attentamente l'evolversi delle nuove correnti artistiche. Sempre padre Emidio d'Ascoli scrisse: «egli si sentiva come assediato da un mondo di creature luminose, e non riusciva a fissare sulla tela che povere larve, ma finalmente dopo due anni di studi riuscì a realizzare la pala per Faenza “Visione Francescana”», dove sperimentò la tecnica del Divisionismo. Egli «cantò col colore tutte le creature belle che il Serafico dell'Umbria amava: il sole, gli uccelli, le pecorelle, gli alberi»., le figure sembrano create dalla luce, il pittore le ha dipinte con mano lieve, ma decisa. Proprio per la tecnica innovativa utilizzata e per un'intervista rilasciata dal Mussini al “Giornale d'Italia” e non autorizzata dai superiori, sull'opera si scatenò una grossa polemica che portò l'artista a lasciare il convento.
Nel novembre del 1912 si recò a Genova dove conobbe una donna e se ne invaghì, ma presto s'imbarcò per l'Argentina alla volta di Buenos Aires dove restò per non molto tempo lavorando come pittore e come giornalista.

Al suo rientro in Italia, prima fu a Genova, poi al Castagno alle pendici del Monte Falterona dove lasciò due opere esemplari: Il sole che nasce e il Meriggiando.
Nel settembre del 1914 fece tappa nell'eremo di Camaldoli, dove realizzò San Romualdo per la sala del Capitolo e dove scrisse la sua biografia che però, in seguito, dette alle fiamme.
(Augusto Mussini)

### L'anello nuziale nell'Arno e poi tra Caldarola e via Margutta
Firenze e Roma
Tornò ad Ascoli, ma vi rimase poco e nell'ottobre del 1915 lasciò il convento dei Cappuccini con l'intenzione di andare a Firenze e di sposarsi. Ma così non fu e si narra che il giorno prima delle nozze buttò l'anello nuziale in Arno.
Tornò ancora ad Ascoli, ma il suo animo sempre più agitato lo portò di nuovo via e affittò uno studio in Via Margutta a Roma.
Caldarola
Nel maggio del 1917 fu chiamato a Caldarola, nelle Marche dove dipinse la Cappella del Rosario nella chiesa dei Santi Gregorio e Valentino, coadiuvato dall'allievo Aldo Castelli. Anche questo lavoro fu sofferto e anche in questo luogo fu travolto da una nuova passione amorosa, non corrisposta, per una modella e questa fu l'ultima sua opera, un vero capolavoro. La composizione distribuita sulle tre pareti e sulla volta della cappella è disposta, dal basso in alto, su tre livelli: "i Misteri Dolorosi, i Misteri Gaudiosi e i Misteri Gloriosi".
Una suggestiva immersione nella luce di figure angeliche che variano di tonalità salendo in alto. Lo spazio è incorniciato con fasci decorativi di rose che, da otto vasi posti a due, a due, alle basi degli angoli, girano sugli archi e si ricongiungono alla ghirlanda a festoni sorretta da quattro angeli che circonda la volta. In alto la visione si dilata su un cielo luminoso, percorso da candide nubi in cui compaiono figure angeliche sorprese in pose assolutamente inconsuete. I Misteri dolorosi, in basso, sono simboleggiati da un fregio di figure terrene e celesti che esprimono il dolore soprattutto grazie alla tonalità rossa che richiama la carne, il sangue. Seguono i Misteri gaudiosi simboleggiati dal giallo di angeli luminosi vaganti nel cielo e sempre più incorporei. I Misteri gloriosi sono raffigurati con una visione luminosa da una miriade di putti in movimenti arditi e dai visi sorridenti che esprimono la gloria dei cieli. L'impressione, la leggerezza del tocco è quasi quella di un acquerello.
Anche qui è presente un suo autoritratto contrapposto a quello ideale dell'ultima passione sofferta che è raffigurata come un cigno ed è accompagnata dalla scritta “.SOGNANDO-GIOIR-MI-GIOVA.”.
A seguito del sisma del 30 ottobre 2016 la cappella è stata gravemente danneggiata e la parete nord nella parte alta ha subito un parziale crollo. Il rischio di perdita del prezioso apparato decorativo è molto alto.
Gallerie di opere di Caldarola

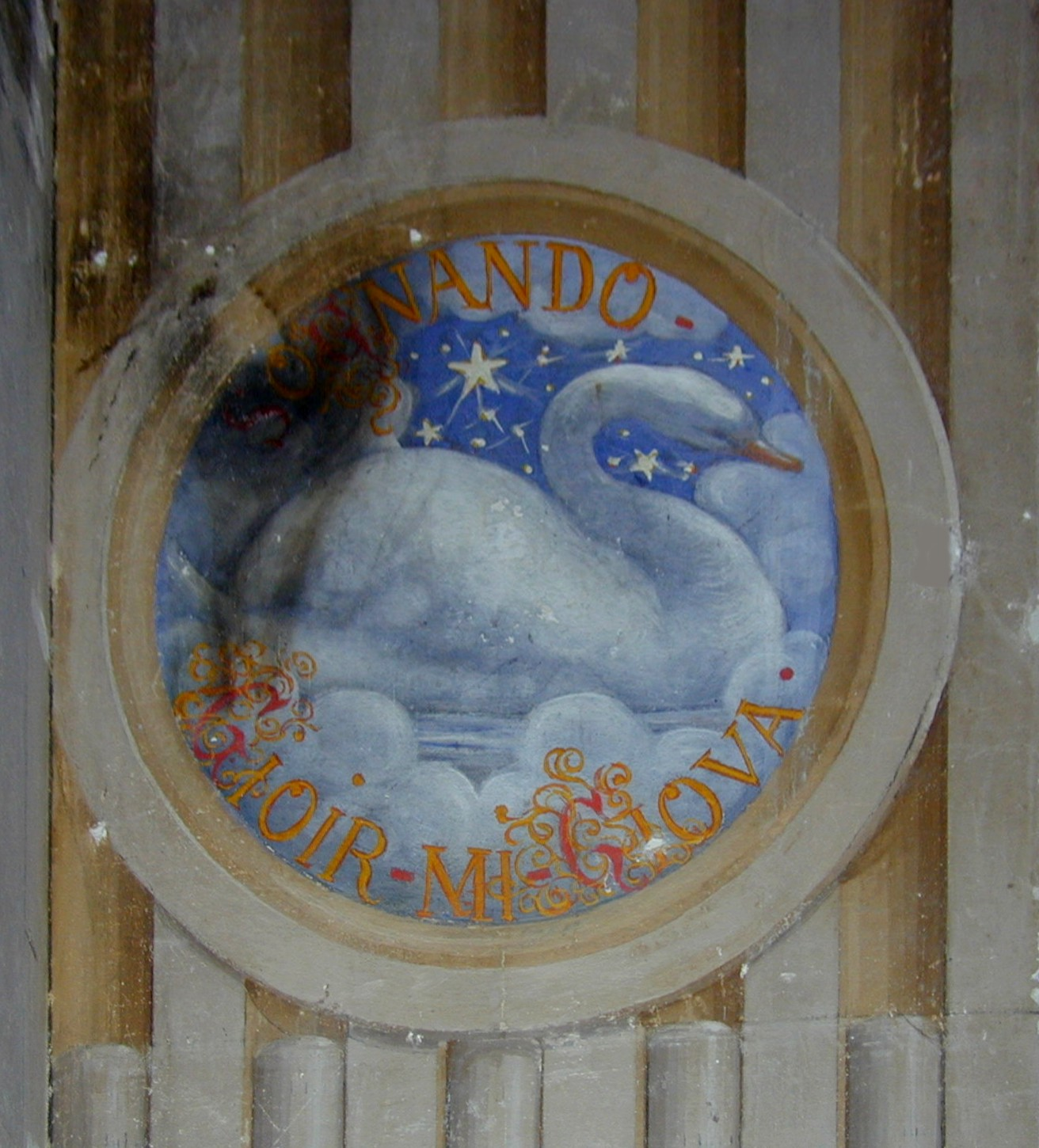
SOGNANDO-GIOIR-MI-GIOVA., Cappella del Rosario, Chiesa dei Santi Gregorio e Valentino.
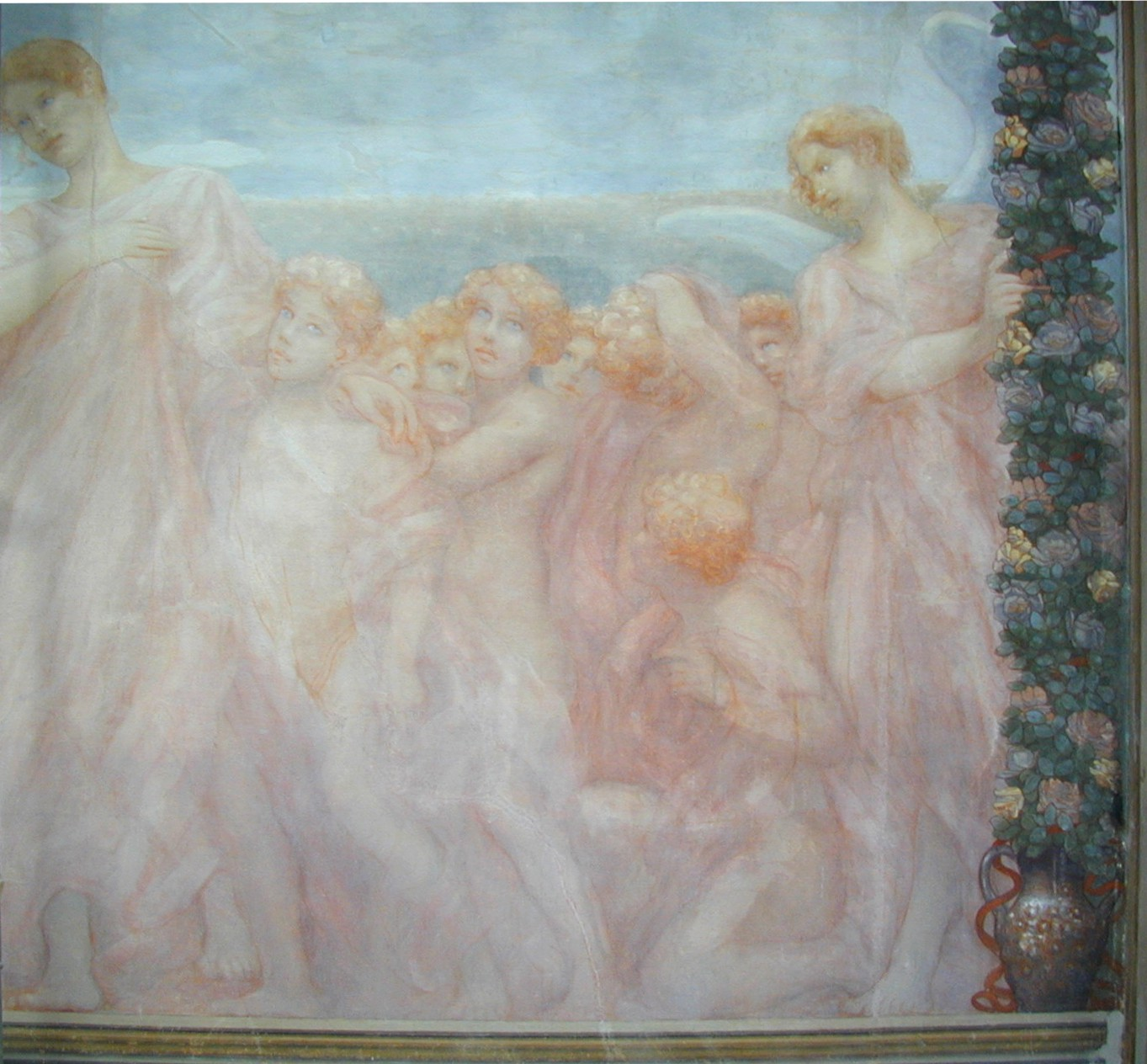
Particolare dei Misteri Dolorosi, Cappella del Rosario, Chiesa dei Santi Gregorio e Valentino.
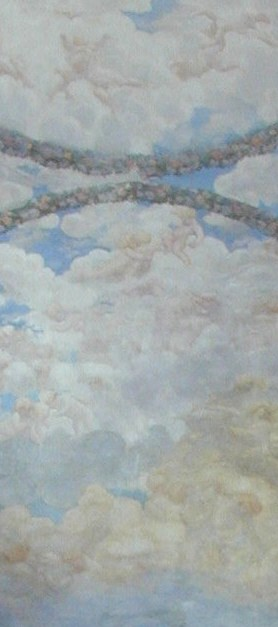
Misteri Gaudiosi e Gloriosi, Cappella del Rosario, Chiesa dei Santi Gregorio e Valentino.
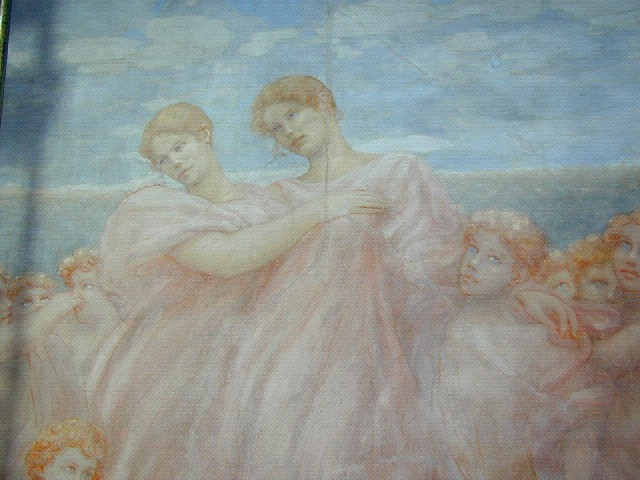
Misteri Gaudiosi e Gloriosi, Cappella del Rosario, Chiesa dei Santi Gregorio e Valentino.(1917).
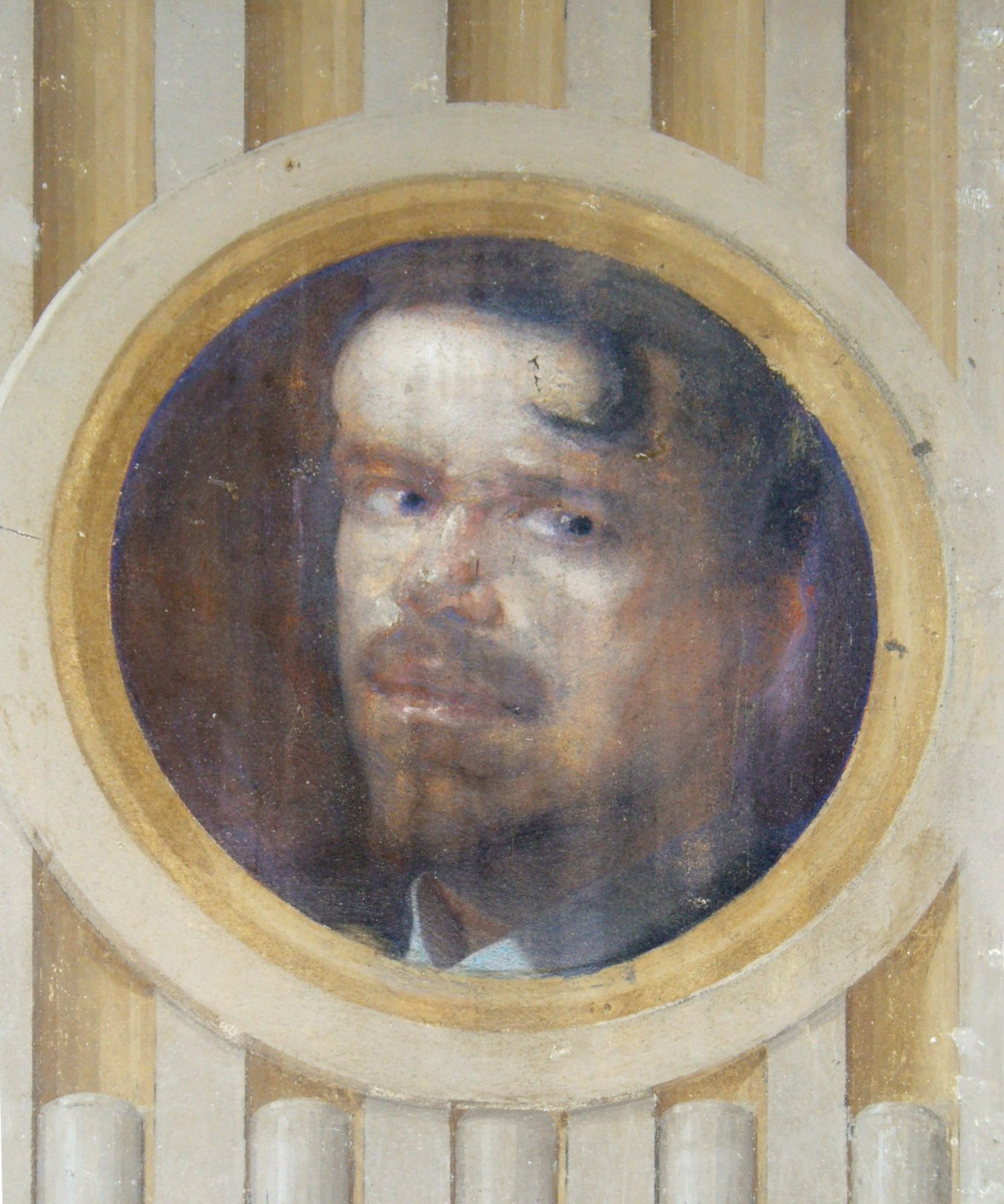
Autoritratto, Chiesa dei Santi Gregorio e Valentino.
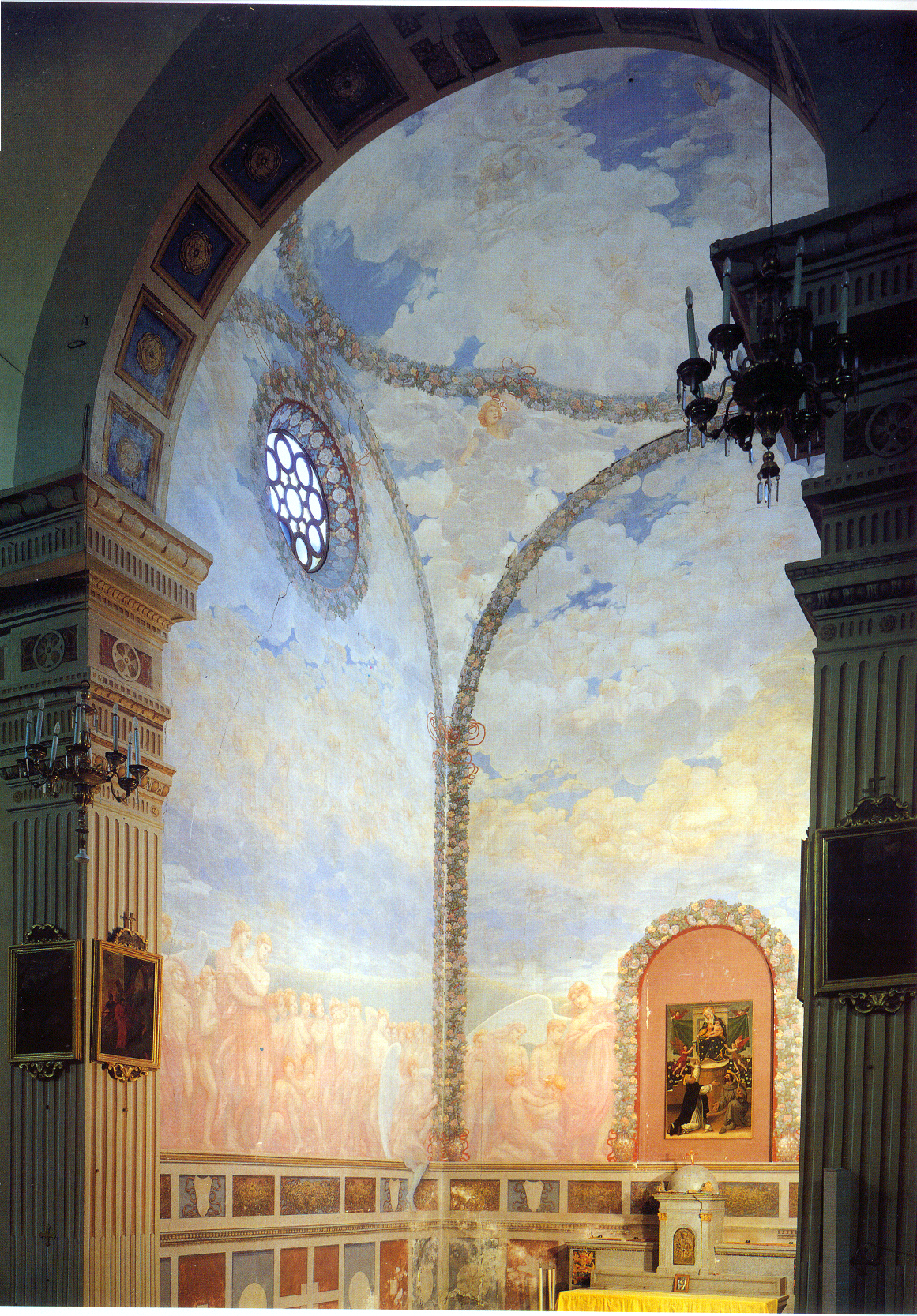
Veduta d'insieme della Cappella del Rosario, Chiesa dei Santi Gregorio e Valentino.

Ritorno a Roma
La morte lo colse prematuramente, a soli quarantotto anni; a Roma fu infatti colpito dalla terribile febbre spagnola. Fino agli ultimi giorni attese alla sua ultima grande opera: la grandiosa pala con l'Ascensione di Cristo, dalle forme quasi impalpabili, da collocare sull'altare maggiore della Chiesa dei Cappuccini di Ascoli, a conclusione del suo impegno ultra decennale in quella chiesa. Il suo corpo fu prima sepolto al Verano, ma nel 1920 le sue spoglie vennero traslate a Reggio Emilia.

### Allievi
Fra' Paolo ebbe un certo numero di allievi: Arturo da Monterinaldo, Elio Anastasi, Guido Giammarini, Didimo Nardini, Alberto Castelli, Ernesto Coppola, Giulia Castelli, Arturo Cicchi (quest'ultimo durante la permanenza a Quintodecimo) ed Aldo Castelli (dal 1912 al Convento di San Serafino da Montegranaro, e successivamente a Quintodecimo, Caldarola, e a Roma). Alcuni di essi proseguirono nell'attività pittorica; Arturo Cicchi, ad esempio, lavorò a lungo nella chiesa dei frati minori (Sant'Antonio) di Falconara Marittima.

## Catalogo delle opere

### 1890 - 1895 (Reggio Emilia)
- Gruppo di componenti la Cooperativa pittori di Reggio Emilia, 1890, olio su tela, 83x135, iscrizione: M. Augustus socius pitt. MDCCCXC, Reggio Emilia, Civici Musei
- Autoritratto studio per il quadro Cooperativa pittori, 1890 c., olio su tela, 51x36, iscrizione: M. Augusto, Reggio Emilia, Cassa di Risparmio
- Ritratto di Vittorio Bellelli studio per il quadro Cooperativa pittori, 1890 c., olio su cartone, 25x43, Reggio Emilia, collezione Vittorio Bellelli
- Ritratto di “Giblin” studio per il quadro Cooperativa pittori, 1890 c., olio su cartone, 40x30, siglato m. A, Reggio Emilia, collezione privata
- Ritratto di “Luna” studio per il quadro Cooperativa pittori, 1890 c., olio su cartone, 40x33, Reggio Emilia, collezione privata
- Ritratto di Alfredo Spaggiari studio per il quadro Cooperativa pittori, 1890 c., olio su cartone, 39x29, firmata A. Mussini, Reggio Emilia, collezione privata
- Ritratto del poeta dialettale L. Veroni, 1890 c., olio su tela, 73x54, iscrizione: Augusto M., Reggio Emilia, Civici Musei
- Giramondo, 1890 c., olio su cartone, 27x21, iscrizione: AM Mussini Augusto, Bergamo, collezione privata
- Interno della Basilica di San Marco - Venezia, 1890 c., olio su tela, 27x21, firmata M. Augusto, Reggio Emilia, collezione privata
- Interno del coro di San Prospero, 1890 c., olio su tela, 64x44, Reggio Emilia, Civici Musei
- Copia da Lorenzo di Credi, 1892 c., olio su tela, 34x25, Milano, collezione privata
- Profilo di donna, 1892, olio su tela, 30x29, iscrizione: Augusto Mussini Studio 1892, Reggio Emilia, Civici Musei
- Testa di donna coricata, 1892 c., olio su tavola, 14x18, iscrizione: Mussini, Reggio Emilia, collezione privata
- Roma-Monumento ai fratelli Cairoli, 1892 c., olio su tavola, 29,7x21, iscrizione: M. Augusto, Reggio Emilia, collezione privata
- Carro mascherato, 1894, olio su cartone, 27x40, iscrizione: Augusto Mussini 1894 All'amica Busetti Mainardi, Reggio Emilia, collezione privata

### 1895 - 1900 (Reggio Emilia)
- Sacro Cuore (Il Redentore), 1896, olio su tela, 69x52, iscrizione: Augustus Regiensis MDCCCXCVI, Scandiano, collezione privata
- Gesù fra i cardi, 1896 c., olio su tela, 77x52, iscrizione: M. Augusto, Reggio Emilia, Chiesa Cattedrale
- Schema mitologica paravento per camino stanza decorata dall'artista in via D. Andreoli, 1897, tempera su tela, 75x122, Reggio Emilia, collezione Giuseppe De Medici
- Omaggio a Platone (Venere e Platone), 1897 c., olio su tela, 43x25, firmata A.sto Mussini, Reggio Emilia, collezione privata
- Studio di adolescente, 1897 c., (sul retro Fuochi fatui 1903), olio su tela, 62x25, Reggio Emilia, Cassa di Risparmio
- Ritratto della madre, 1897, olio su tavola, 49,5x41,6, iscrizione: M. Augusto 1897, Reggio Emilia, collezione privata
- Ritratto di Teresa Zannini Bassi, 1898, olio su tavola, 60x50, iscrizione: M. Augusto 1898, Reggio Emilia, collezione Luisa e Giulia Boccazzi
- Ritratto di Leopoldo Bassi, 1898, olio su tavola, 60x50, iscrizione: M. Augusto 1898, Reggio Emilia, collezione Luisa e Giulia Boccazzi
- Ritratto di Giuseppina Barchi Zannini, 1898 c., olio su tavola, 60x42, iscrizione: M. Augusto 1898, Reggio Emilia, collezione Luisa e Giulia Boccazzi
- Ritratto di gentiluomo, 1898 c., olio su cartoncino, 43x33, iscrizione: M. Augusto, Reggio Emilia, collezione privata
- Autoritratto (sul retro Due Monaci e una fonte), 1898 c., olio su tavola, 30x20, iscrizione: M. Augusto, Reggio Emilia, collezione Margherita Dalzini
- Ritratto di N.H. Cesare Sforza, 1899, olio su tela, 60x50, iscrizione: M. Augusto 1899, Reggio Emilia, collezione privata

### 1900 - 1904 (Reggio Emilia)
- Ritratto virile, 1901, olio su tavola, 23x19,5, iscrizione: M. A. 1901, Reggio Emilia, collezione privata
- Ritratto di giovane, 1901, olio su tela, 39x26, iscrizione: M. Augusto 1901, Reggio Emilia, Museo Missionario Padri Cappuccini
- Ritratto di Lepido Poli, 1901, olio su tela, 36x36, iscrizione: M. Augusto 1901, Scandiano, collezione privata
- Il Sangue, 1901, olio su tela, 200x100, iscrizione: M. Augusto, Reggio Emilia, Cassa di Risparmio (in deposito presso Civici Musei)
- Ritratto di ragazzo con rami d'argento, 1901 c., olio su tela, 33x26, iscrizione: M. Augusto, Reggio Emilia, Cassa di Risparmio
- Ritratto di ragazzo biondo con berretto rosso, 1901 c., olio su tela, 31x25, iscrizione: m. Augusto, Reggio Emilia, Cassa di Risparmio
- Ritratto della madre ammalata, 1903 c., olio su tela, 50x55, iscrizione: M. Augusto mamma, Reggio Emilia, Cassa di Risparmio (in deposito presso Civici Musei)
- Profilo di uomo, 1903 c., olio su tela, 22x22, iscrizione: All'amico Lazzaretti Augusto Mussini, Reggio Emilia, collezione privata
- Autoritratto, 1903 c., olio su tela, 24x18, iscrizione: all'amico Prof. G.D. Lolli, Reggio Emilia, Civici Musei
- Chiaro di luna, 1903 c., olio su cartone, 16,5x16, iscrizione: M. Augusto, iscrizione: Chiaro di luna, Reggio Emilia, collezione Giuseppe De Medici
- Illustrazione per la Divina Commedia (Paradiso-canto XI), 1903, tecnica mista, 34x54, firmata, Pistoia, collezione Valiani-Risalti
- Illustrazione per la Divina Commedia (Paradiso-canto XXX), 1903, tecnica mista, 34x54, firmata, Pistoia, collezione Valiani-Risalti
- Il Vinto, 1903, olio su tela, 160x120, iscrizione: M. Augustus, Reggio Emilia, Cassa di Risparmio
- Testa di Cristo, 1903, olio su tela, 37x26, iscrizione: M. Augusto, Reggio Emilia, Cassa di Risparmio
- Ritratto del conte Giuseppe Donelli Berti, 1903, olio su tela, 51x66, Reggio Emilia, collezione Marta Tassoni Valli

### 1904 - 1910 (Ascoli Piceno)
- Vocazione di San Serafino, 1904, tempera su muro, 450x350, Ascoli Piceno, presbiterio del Santuario di San Serafino [collegamento interrotto]
- Morte di San Serafino, 1905, tempera su muro, 450x350, Ascoli Piceno, presbiterio del Santuario di San Serafino [collegamento interrotto]
- La Gloria, 1906, tempera su muro, Ascoli Piceno, arco trionfale del Santuario di San Serafino
- Le Virtù Cardinali: Prudenza, Giustizia, Fortezza e Temperanza, 1906, tempera su muro, Ascoli Piceno, volta del presbiterio nel Santuario di San Serafino [collegamento interrotto]
- Culto dei fiori, 1907, tempera su muro, 550x450, Ascoli Piceno, Santuario di San Serafino [collegamento interrotto]
- Miracolo dei cavoli, 1907, tempera su muro, 550x450, Ascoli Piceno, Santuario di San Serafino [collegamento interrotto]
- La Maddalena, 1907, olio su tavola, 180x107, Ascoli Piceno, Pinacoteca Civica
- San Serafino da Montegranaro, 1908 c., olio su tavola, 80x40, Ascoli Piceno, Santuario di San Serafino [collegamento interrotto]
- Alberi d'autunno nella valle del Tronto (trittico), 1908 c., olio su cartone, 25x19-32x20-25x19, Reggio Emilia, Civici Musei
- L'albero rosso, 1908 c., olio su cartone, 23x18, Reggio Emilia, Civici Musei
- Paesaggio della valle del Tronto, 1908 c., olio su cartone, 19x23, Reggio Emilia, Civici Musei
- Il Vettore, 1908 c., olio su cartone, 23x16, Reggio Emilia, Civici Musei
- Frutta-erbaggi, 1909 c., olio su cartone, 31x43, Reggio Emilia, Civici Musei
- Ritratto di Gustavo Modena, 1909, olio su tavola, 21x27, firmato con dedica Al dottor Gustavo Modena medico Fra Paolo offrì, Reggio Emilia, Civici Musei

### 1910 - 1914 (Ancona - Quintodecimo - Ascoli Piceno)
- Decorazioni intera chiesa, 1910, tempera su muro, Ancona, Convento Padri Cappuccini
- Cervi che si abbeverano alla fonte, 1910 c., finto graffito, Ancona, Convento Padri Cappuccini
- Giovani che sorreggono un medaglione raffigurante il mistero della Trinità, 1910 c., finto graffito, Ancona, Convento Padri Cappuccini
- San Francesco che presenta a Cristo Crocefisso Santa Chiara e Santa Elisabetta, 1910, olio su tela, 450x250, Ancona, Convento Padri Cappuccini
- Arcangelo Gabriele, 1910, olio su tela, 230x120, Ancona, coro altare maggiore nel Convento Padri Cappuccini
- Vergine Maria, 1910, olio su tela, 230x120, Ancona, coro altare maggiore nel Convento Padri Cappuccini
- San Bonaventura da Bagnoregio, 1910, olio su tela, 230x120, Ancona, a sinistra pala altare maggiore nel Convento Padri Cappuccini
- Bozzetto per San Lorenzo da Brindisi, 1910 c., olio su tela, 21x27, Ancona, Convento Padri Cappuccini
- San Lorenzo da Brindisi, 1910, olio su tela, 230x120, Ancona, a destra pala altare maggiore nel Convento Padri Cappuccini
- Pietà, 1910, olio su tela, 180x90, Ancona, Convento Padri Cappuccini
- Ritratto di Padre Diego da Offida, 1910 c., olio su tela, 26x35, iscrizione: A Diego fra Paolo, Ancona, Convento Padri Cappuccini
- Ritratto di padre Emidio d'Ascoli, 1910 c., olio, Ancona, Convento Padri Cappuccini
- Ritratto di padre Bernardino da Macerata, 1910 c., olio, Ancona, Convento Padri Cappuccini
- Visione francescana, 1910 c., olio, Ancona, Convento Padri Cappuccini
- Profilo di monaco, 1910 c., olio su cartone, 50x36, Ancona, Convento Padri Cappuccini
- Ritratto di Padre Fedele, 1910 c., olio su cartone, 50x36, iscrizione: Fra Paolo, Ancona, Convento Padri Cappuccini
- Ritratto di Padre Nazareno, 1910 c., olio su tela, 24x30, iscrizione: A P. Nazareno da Piobbico fra Paolo, Pesaro, collezione privata
- Decorazioni intera chiesa, 1910, tempera su muro, Jesi, Chiesa dei Cappuccini
- Crocifisso nella notte stellata, 1910, olio su muro, 300x200 c., Jesi, Chiesa dei Cappuccini
- Trinità, 1910, olio su tela, 130x90 c., Jesi, Chiesa dei Cappuccini
- Decorazioni intera chiesa, 1910, tempera su muro, Quintodecimo (AP), Chiesa di Santa Maria delle Piane
- Ritratto di Lina De Carolis, 1911 c., olio su tela, 53x35, Reggio Emilia, collezione privata
- Autoritratto in controluce, 1912, olio su cartone, 55x43, firmato Fra Paolo M., Ascoli Piceno, Convento Padri Cappuccini
- Autoritratto da cappuccino, 1912, olio su tela, 45x33, iscrizione: Fra' Paolo 1912, Reggio Emilia, Civici Musei
- Collina fiorita, 1912 c., olio su cartone, 50x67, iscrizione: Fra Paolo M., Convento Padri Cappuccini
- Assunzione della Vergine, 1913, olio su tavola, 220x120, Quintodecimo (AP), Chiesa di Santa Maria delle Piane
- Sant'Antonio da Padova, 1913, olio su tavola, 100x200, Quintodecimo (AP), Chiesa di Santa Maria delle Piane
- San Luigi Gonzaga, 1913, olio su tavola, 100x200, Quintodecimo (AP), Chiesa di Santa Maria delle Piane
- Madonna del Rosario e Sant'Anna, 1913, olio su tavola, 210x120, Quintodecimo (AP), Chiesa di Santa Maria delle Piane
- Sant'Eurosonia, 1913, olio su tavola, 200x100, Quintodecimo (AP), Chiesa di Santa Maria delle Piane
- Sant'Agnese, 1913, olio su tavola, 200x100, Quintodecimo (AP), Chiesa di Santa Maria delle Piane
- 'Sopra il pulpito pannello con motivi decorativi, 1913, olio su tavola, 140x210, Quintodecimo (AP), Chiesa di Santa Maria delle Piane
- Ritratto della signora Giulia Bonarelli Modena, 1913, olio su tela, 45x70, Saluzzo (CN), collezione privata
- Studio per ritratto del conte Luigi Sormani Moretti, 1913 c., olio su cartone, 40x30, Reggio Emilia, Cassa di Risparmio
- Ritratto del conte Luigi Sormani Moretti nel suo studio, 1913 c., olio su tela, 54x77, Reggio Emilia, Civici Musei
- Ritratto di Padre Serafino Gavasci, 1913, olio su tela, 72x97, iscrizione: F. Paulus M. Pinxit MCMXIII, Convento Padri Cappuccini
- Madonna con Bambino San Francesco e Santa Cristina, 1913, olio su tela, 410x280, Faenza, pala altare maggiore nel Santuario del S.S. Crocifisso

### 1914 - 1918 (Castagno - Camaldoli - Caldarola - Ascoli Piceno)
- Il sole che nasce, 1914, Castagno alle pendici del Monte Falterona
- Meriggiando, 1914, Castagno alle pendici del Monte Falterona
- Autoritratto, 1914, olio su tavola, 48x34, iscrizione: Augusto Mussini 1914, Camaldoli, Eremo Padri Camaldolesi
- Autoritratto, 1914, olio su cartone, 34x24, iscrizione: A. Mussini 1914, Ascoli Piceno, collezione Castelli
- La visione di San Romualdo, 1915, olio su tela, 335x240, iscrizione: F. Paulus M. Pinxit MCMXIII, Camaldoli, Eremo Padri Camaldolesi [San Romualdo e cinque discepoli nella foresta.jpg]
- Ritratto di padre Basilio, 1915, olio su tela, 54x43, Camaldoli, Eremo Padri Camaldolesi
- Ritratto di padre Benedetto, 1915, olio su cartone, 34x24, Camaldoli, Eremo Padri Camaldolesi
- Ritratto di padre Leandro, 1915, olio su cartone, 34x24, Camaldoli, Eremo Padri Camaldolesi
- Ritratto di padre Alberto, 1915, olio su cartone, 34x24, Camaldoli, Eremo Padri Camaldolesi
- Ritratto di padre Lorenzo, 1915, olio su cartone, 34x24, Camaldoli, Eremo Padri Camaldolesi
- Eremo di Camaldoli sotto la neve, 1915, olio su tela, 51x70, iscrizione: M. Augusto 1915 sul retro della tela S. Eremo di Camaldoli in Casentino. Giardino di cella dove abitai l'inverno del 1915 Augusto Mussini, Reggio Emilia, collezione privata
- Autoritratto, 1915, olio su tela, 66x52, iscrizione: Paolo Augusto Mussini, Ascoli Piceno, Pinacoteca Civica
- Ritratto di Marsilio Sartori (Piccio), 1915 c., olio su tavola, 29,7x21, Reggio Emilia, collezione privata
- Riflessi del sole sull'acqua, 1915-18, olio su cartone, 25x35, Ascoli Piceno, famiglia Castelli
- Paesaggio, 1916, olio su cartone, 15x24, Ascoli Piceno, famiglia Castelli
- I misteri, 1916-17, tempera su muro, 520x520x800 c., Caldarola, Cappella del Rosario nella Chiesa dei santi Gregorio e Valentino
- B. Bernardo da Offida, 1917, olio su tela, 220x100, Ascoli Piceno, Santuario di San Serafino
- B. Benedetto da Urbino, 1917, olio su tela, 220x100, Ascoli Piceno, Santuario di San Serafino
- Ritratto di Aldo Castelli, 1917-18, olio su cartone, 45x35, iscrizione: A. Mussini 1914, Ascoli Piceno, collezione Castelli
- Ascensione, 1918, olio su tela, Ascoli Piceno, altare maggiore nel Santuario di San Serafino [collegamento interrotto]

### Ultime opere (Roma)
- Bambini in giardino, 1918, olio su tavola, 22x17, iscrizione: A. Mussini Roma 1918 Reggio Emilia, collezione privata
- Interno di studio, 1918, olio su tavola, 22x17, iscrizione: A. Mussini Roma 1918 Reggio Emilia, collezione privata
- Ultimo autoritratto, 1918 c., olio su tavola, 30x20, Milano, collezione privata